# Génération Alpha
Vous pouvez aider à l'améliorer ou bien discuter des problèmes sur sa page de discussion.
- Il peut contenir un travail inédit ou des déclarations non vérifiées. Vous pouvez l’améliorer en ajoutant des références. (Marqué depuis août 2021)
- Il peut contenir une synthèse inédite de sources non directement liées au sujet de l'article ou de sources primaires. Vous pouvez aider en ajoutant des sources secondaires centrées sur le sujet de l'article ou en supprimant le contenu problématique. (Marqué depuis août 2021)

Vous pouvez aider à l'améliorer ou bien discuter des problèmes sur sa page de discussion.
- Certaines informations devraient être mieux reliées aux sources mentionnées dans la bibliographie ou les liens externes. Améliorez sa vérifiabilité en les associant par des références. (Marqué depuis août 2021)
- Il n'a pas de sujet précis, ce que le premier principe fondateur de Wikipédia exige. (Marqué depuis août 2021)
- Il devrait être synthétisé. Vous pouvez modifier son contenu afin de le rendre plus concis et/ou plus précis. (Marqué depuis août 2021)

La génération Alpha est la cohorte démographique qui succède à la génération Z. Elle est née entre le début des années 2010 et le milieu des années 2020. Nommée d'après la première lettre de l'alphabet grec, la génération Alpha est la première à être née entièrement au XXIe siècle. La plupart des membres de la génération Alpha sont les enfants des milléniaux,,.

## Années de transition
Il n'existe pas encore de consensus sur les années de naissance de la génération Alpha. Le centre de recherches australien McCrindle, qui a créé le terme, propose la période de 2010 à 2024, et certaines autres sources ont suivi cette définition,, parfois avec de légères variations comme 2010 à 2025 ou 2011 à 2025.
D'autres ont proposé des périodes plus courtes, telles que 2011 à 2021 ou 2013 à 2021.
Par ailleurs, certaines sources, bien qu'elles n'aient pas spécifiquement défini les années de la génération Alpha, ont indiqué des dates de fin pour la Génération Z allant de 2010 à 2013,, généralement en 2012, ce qui laisse supposer un début de la génération Alpha entre 2011 et 2014.

## Nomenclature
On considère généralement que le nom génération Alpha est issu d'une enquête menée en 2008 par l'agence de conseil australienne McCrindle Research, selon le fondateur Mark McCrindle, à qui l'on attribue généralement le terme,. En 2015, le fondateur de cette agence, Mark McCrindle, décrit comment il est arrivé à ce nom :

« Lorsque j'effectuais des recherches pour mon livre The ABC of XYZ : Understanding the Global Generations (publié en 2009), il est apparu qu'une nouvelle génération était sur le point de naître et qu'il n'existait pas de nom pour elle. J'ai donc mené une enquête […] pour savoir comment les gens pensaient que la génération après Z devait être appelée et, bien que de nombreux noms soient apparus, et que la génération A ait été la plus mentionnée, la génération Alpha a également été mentionnée et j'ai donc choisi ce titre pour le chapitre «Beyond Z : Meet Generation Alpha». C'était logique, car cela correspond à la nomenclature scientifique qui utilise l'alphabet grec au lieu de l'alphabet latin, et cela n'avait pas de sens de revenir à A. Après tout, c'est la première génération entièrement née au 21e siècle et elle représente le début de quelque chose de nouveau, pas un retour à l'ancien. »

McCrindle Research s'est également inspiré de la dénomination des ouragans, notamment de la saison 2005 des ouragans dans l'Atlantique, au cours de laquelle les noms commençant par les lettres de l'alphabet romain ont été épuisés, et les six dernières tempêtes ont été nommées avec les lettres grecques alpha à zeta.
Certains pensent que l'impact mondial de la pandémie de Covid-19 sera l'événement marquant de cette génération et ont proposé le nom de « génération C » pour ceux qui sont nés ou ont grandi pendant la pandémie,,.

## Données démographiques

### Tendances mondiales
À titre de comparaison, les Nations unies estiment que la population humaine sera d'environ 7,8 milliards en 2020, contre 2,5 milliards en 1950. Environ trois quarts de la population totale résideront en Afrique et en Asie en 2020.
La plupart de la croissance de la population humaine provient d'Afrique et d'Asie ; les pays des autres continents se trouvent sous le seuil de renouvellement de leur population en terme de taux de fécondité.

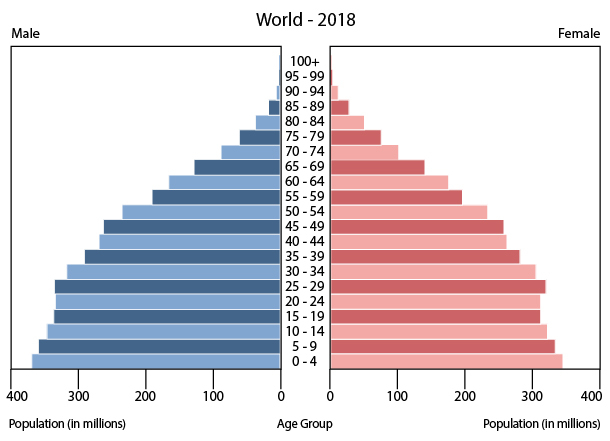
Pyramide des âges du monde en 2018.

2018 a été la première année où le nombre de personnes âgées de plus de 65 ans (705 millions) a dépassé celui des personnes âgées de zéro à quatre ans (680 millions). Si les tendances actuelles se poursuivent, le rapport entre ces deux groupes d'âge dépassera deux d'ici 2050. Les taux de fécondité ont baissé dans le monde entier en raison de l'élévation du niveau de vie, d'un meilleur accès aux contraceptifs et de l'augmentation des opportunités éducatives et économiques. En fait, environ la moitié des pays avaient une dénatalité au milieu des années 2010. Le taux de fécondité moyen mondial était de 4,7 en 1950, mais il est tombé à 2,4 en 2017. Toutefois, cette moyenne masque les énormes variations entre les pays. Le Niger a le taux de fécondité le plus élevé du monde, avec 7,1 par femme, tandis que Chypre a l'un des taux les plus bas, avec 1,0. En général, les pays les plus développés, dont une grande partie de l'Europe, les États-Unis, la Corée du Sud et l'Australie, ont tendance à avoir des taux de fécondité plus faibles. Les habitants de ces endroits ont tendance à avoir des enfants plus tard et à en avoir moins. Cependant, des enquêtes menées dans les économies développées suggèrent que la taille souhaitée des familles par les femmes est généralement plus élevée que leur fécondité effective. La stagnation des salaires et l'érosion des programmes d'aide sociale en sont les facteurs. Si certains pays, comme la Suède et Singapour, ont essayé diverses mesures incitatives pour augmenter leur taux de fécondité, ces politiques n'ont pas été particulièrement efficaces.
L'éducation est en fait l'un des déterminants les plus importants de la fécondité. Plus une femme est instruite, plus elle a tendance à avoir des enfants tard, et en moins grand nombre. Dans le même temps, l'espérance de vie moyenne mondiale est passée de 52 ans en 1960 à 72 ans en 2017. Un intérêt accru pour l'éducation crée un environnement dans lequel les taux de mortalité diminuent, ce qui, à son tour, augmente la densité de la population. Tous ces facteurs réduisent la fécondité, tout comme la transmission culturelle[C'est-à-dire ?]. Les politiques qui encouragent les gens à avoir plus d'enfants réussissent rarement, ainsi sans migration, les pays développés sont confrontés au vieillissement et à la diminution de leur population.
La moitié de la population humaine vivait dans des zones urbaines en 2007, et ce chiffre est passé à 55 % en 2019. Si la tendance actuelle se poursuit, elle atteindra deux tiers d'ici le milieu du siècle. Une conséquence directe de l'urbanisation est la baisse de la fécondité. Dans les zones rurales, les enfants peuvent être considérés comme un atout, c'est-à-dire une main-d'œuvre supplémentaire. Mais dans les villes, les enfants sont un fardeau. De plus, les femmes urbaines demandent une plus grande autonomie et exercent un plus grand contrôle sur leur fécondité.
Les Nations unies ont estimé mi-2019 que la population humaine atteindra environ 9,7 milliards d'individus d'ici 2050, une révision à la baisse par rapport à une projection plus ancienne, afin de tenir compte du fait que la fécondité a baissé plus rapidement que prévu dans le monde en développement. Le taux de croissance annuel mondial n'a cessé de diminuer depuis la fin du XXe siècle, tombant à environ 1 % en 2019. En fait, à la fin des années 2010, 83 des pays du monde avaient une fécondité inférieure au seuil de natalité.
Entre le début et le milieu des années 2010, davantage de bébés sont nés de mères chrétiennes que de mères de toute autre religion dans le monde, ce qui reflète le fait que le christianisme est resté la religion existante la plus populaire. Toutefois, ce sont les musulmans qui ont connu un taux de croissance plus rapide. Environ 33 % des bébés du monde sont nés de mères chrétiennes, qui représentaient 31 % de la population mondiale entre 2010 et 2015, contre 31 % pour les musulmans, dont la part de la population humaine était de 24 %. Au cours de la même période, les personnes non affiliées à une religion (y compris les athées et les agnostiques) représentaient 16 % de la population mais n'ont donné naissance qu'à 10 % des enfants du monde.

### Afrique

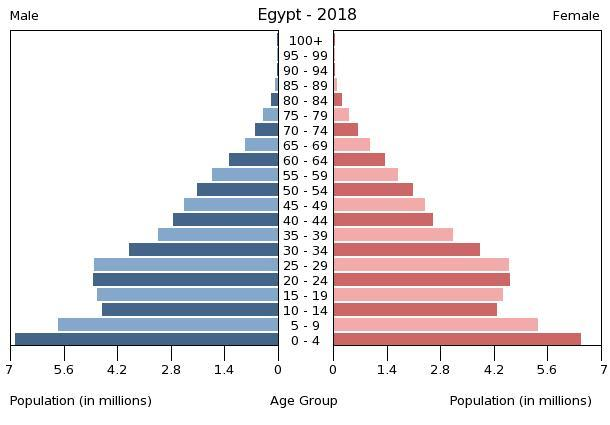
Pyramide des âges de l'Égypte en 2018.

La population égyptienne a franchi le cap des 100 millions d'habitants en février 2020. Selon les chiffres du gouvernement, au cours des années 1990 et 2000, le taux de fécondité de l'Égypte est passé de 5,2 à 3,0, avant de remonter à 3,5 en 2018, selon les Nations unies. Si le taux de croissance actuel se poursuit, l'Égypte comptera plus de 128 millions de personnes d'ici 2030. Une croissance démographique aussi rapide est une source d'inquiétude dans un pays marqué par la pauvreté, le chômage, les pénuries d'eau potable, le manque de logements abordables et les embouteillages. La dureté de la géographie exacerbe le problème : 95 % de la population vit sur seulement 4 % du territoire, une région située dans le voisinage du Nil et dont la taille équivaut à peu près à la moitié de celle de l'Irlande. Le président égyptien Abdel Fattah al-Sissi a affirmé que la surpopulation constituait une menace pour la sécurité nationale au même titre que le terrorisme. Il a lancé une campagne intitulée «Deux c'est assez» afin d'endiguer le problème, mais en vain. Le taux de fécondité de l'Égypte a fait un bond aux alentours du Printemps arabe, probablement en raison du chaos politique, de l'incertitude économique et du tarissement des fonds destinés au contrôle des naissances par les gouvernements occidentaux. Les taux de fécondité sont restés les plus élevés dans les zones rurales, où les enfants sont considérés comme une bénédiction, mais l'impact est plus visible dans le Grand Caire, une mégapole abritant plus de 20 millions de personnes. En général, les villes et villages densément peuplés d'Égypte comptent un million de résidents supplémentaires chaque année entre 2008 et 2018.
Le Nigeria a connu un boom démographique dans les années 2010 et est en passe de devenir la troisième nation la plus peuplée du monde d'ici la fin du siècle, selon les chiffres des Nations unies. Cependant, cette tendance démographique s'accompagne de ses propres risques, à savoir des problèmes environnementaux, sanitaires et de sécurité alimentaire. En outre, le pays est déjà confronté à des maladies infectieuses mortelles, qui se propagent plus facilement lorsque la densité de population est élevée, comme le VIH/sida, le paludisme et la fièvre de Lassa.
Les projections statistiques des Nations unies en 2019 suggèrent que, d'ici 2020, les habitants du Niger auront un âge médian de 15,2 ans, le Mali de 16,3 ans, le Tchad de 16,6 ans, la Somalie, l'Ouganda et l'Angola de 16,7 ans, la république démocratique du Congo de 17 ans, le Burundi de 17,3 ans, le Mozambique et la Zambie de 17,6 ans. (Cela signifie que plus de la moitié de leur population est née au cours des deux premières décennies du XXIe siècle). Le Bénin, le Burundi, l'Éthiopie, Madagascar, le Malawi, le Nigéria, la Tanzanie et la Zambie avaient un âge médian de 17 ans en 2017. Ce sont les pays les plus jeunes du monde en termes d'âge médian. Si une population en plein essor peut induire une croissance économique substantielle, si les besoins en matière de soins de santé, d'éducation et d'économie ne sont pas satisfaits, il y aura un chômage chronique des jeunes, une faible productivité et des troubles sociaux. Il est crucial d'investir dans le capital humain. La limitation de la croissance démographique pourrait aider l'Afrique à profiter du dividende démographique qui a permis aux Dragons asiatiques de se développer si rapidement à la fin du vingtième siècle. L'essor démographique de l'Afrique pourrait avoir un impact international significatif, car de nombreux natifs cherchent à migrer vers d'autres pays, à l'intérieur et à l'extérieur de l'Afrique, à la recherche d'une vie meilleure.
Si l'Afrique est la région la plus fertile du monde, elle présente également les taux de mortalité infantile les plus élevés du monde. Néanmoins, l'Afrique est largement responsable de la croissance de la population humaine au XXIe siècle, dépassant l'Asie. En outre, l'Afrique subsaharienne est la seule grande région qui fait exception à la tendance générale à la diminution de la taille des familles observée dans le monde entier.

### Asie

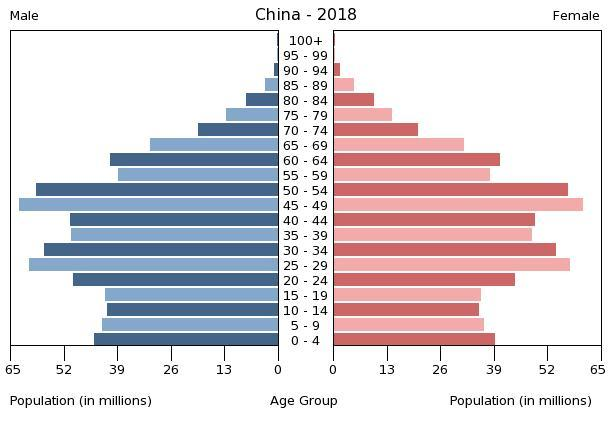
Pyramide des âges de la Chine en 2018.

En 2016, le Parti communiste chinois a remplacé la politique de l'enfant unique par la politique de l'enfant double ; le taux de natalité de la nation a brièvement bondi avant de poursuivre sa trajectoire descendante. En 2019, 14,65 millions de bébés sont nés en Chine, le chiffre le plus bas depuis 1961. Dans l'ensemble, la population de la Chine est passée à 1,4 milliard en 2019, contre 1,39 milliard l'année précédente. Dans un article de 2019, le démographe Yi Fuxian a estimé que le taux de fécondité annuel moyen de la Chine était de 1,18 entre 2010 et 2018. Une personne chinoise née à la fin des années 2010 a une espérance de vie de 76 ans, contre 44 ans en 1960.
Une telle tendance a alimenté les prédictions de sérieux problèmes socio-économiques. Une étude de l'Académie chinoise des sciences sociales (CASS) publiée en janvier 2020 prévoit que la population de la Chine atteindra un pic en 2029, à 1,44 milliard d'habitants, après quoi le déclin sera inévitable. La CASS a calculé que la population chinoise tomberait à 1,36 milliard d'ici le milieu du siècle, perdant ainsi près de 200 millions de travailleurs. La CASS a recommandé au gouvernement de mettre en œuvre des politiques qui permettraient de résoudre les problèmes liés à la diminution de la main-d'œuvre et à l'augmentation de la population âgée, ce qui signifie un taux de dépendance croissant. La croissance économique rapide de la Chine est due à une main-d'œuvre jeune et nombreuse et à la consommation intérieure. Pourtant, en raison de la diminution du nombre de jeunes, la Chine a connu une pénurie de main-d'œuvre et une croissance réduite dans les années 2010. Les jeunes femmes chinoises vivant au XXIe siècle ont tendance à être réticentes à avoir des enfants pour un certain nombre de raisons. Dans les grandes villes, comme Shanghai, les gens dépensent généralement au moins un tiers de leurs revenus pour élever un enfant. Les femmes chinoises sont devenues beaucoup plus axées sur leur carrière. En outre, les lieux de travail chinois n'offrent généralement pas d'aménagements pour les femmes ayant de jeunes enfants, qui risquent souvent d'être rétrogradées ou même mises au chômage à leur retour de congé de maternité. Non seulement la pénurie de jeunes travailleurs a des répercussions sur les perspectives économiques de la Chine, mais elle constitue également un lourd fardeau pour les jeunes qui naissent aujourd'hui. Ils devront s'occuper seuls de quatre grands-parents et de deux parents, car leurs frères et sœurs ne seront pas nés.
De  grands déséquilibres entre les sexes ont été observés en Chine et en Inde. Selon les Nations unies, en 2018, la Chine et l'Inde comptaient ensemble 50 millions d'hommes excédentaires âgés de moins de 20 ans. Un tel écart alimente les épidémies de solitude, la traite des êtres humains (provenant d'autres pays d'Asie, comme le Cambodge et le Vietnam) et la prostitution, entre autres problèmes sociétaux.

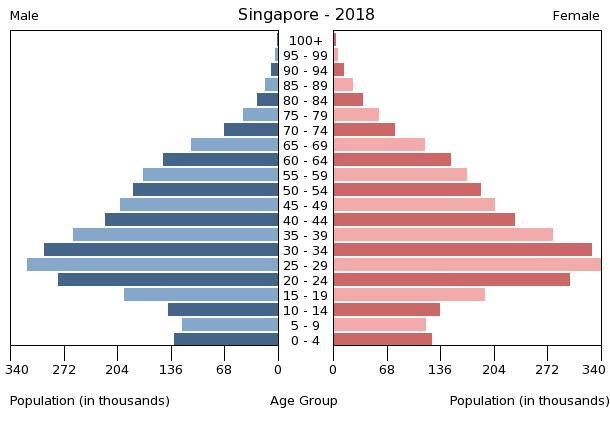
Pyramide des âges de Singapour en 2018

L'indice synthétique de fécondité de Singapour continue de baisser dans les années 2010, car de plus en plus de jeunes choisissent de retarder ou d'éviter le mariage et la parentalité. Il a atteint 1,14 en 2018, ce qui en fait le plus bas depuis 2010 et l'un des plus bas au monde. Les raisons en sont notamment les longues heures de travail, les perturbations numériques, les incertitudes entourant le commerce mondial, le changement climatique, le coût élevé de la vie et les longs délais d'attente pour les logements sociaux. L'âge médian des premières mères est passé de 29,7 ans en 2009 à 30,6 ans en 2018, ce qui pose un problème car la fécondité diminue avec l'âge. Parallèlement, le taux de mortalité augmente depuis 1998 ; Singapour est désormais confrontée au vieillissement de sa population. En fait, le taux de natalité de Singapour est inférieur au seuil de remplacement de 2,1 depuis les années 1980, et semble s'être stabilisé au cours des deux premières décennies du XXIe siècle. Les mesures incitatives du gouvernement, telles que le baby-bonus, se sont révélées insuffisantes pour augmenter le taux de natalité. Le nombre de femmes en âge de procréer (25-29 ans) qui sont restées célibataires est passé de 60,9 % en 2007 à 68,1 % en 2017. Pour les hommes, les chiffres correspondants étaient respectivement de 77,5 % et 80,7 %. À Singapour, le taux de célibat est un déterminant majeur de la fécondité, car seuls 10 % des couples mariés n'ont pas d'enfant du tout. S'il n'est pas rare que les hommes se marient tardivement parce qu'ils sont censés s'être établis avant de se marier et être le principal soutien de famille, l'une des principales raisons pour lesquelles les femmes se marient plus tard est que l'éducation supérieure élimine le besoin de se marier pour leur survie économique,.
Lors de la 2019 Forbes Global CEO Conference, le Premier ministre Lee Hsien Loong a déclaré que l'un des principaux enjeux pour son pays était de trouver le bon équilibre démographique. «Pour assurer notre avenir, nous devons faire nos propres bébés, en nombre suffisant. Car si la prochaine génération n'est pas la nôtre, d'où vient-elle et à quoi bon ? » a-t-il déclaré. Lee a ajouté que l'objectif à long terme de son gouvernement est de maintenir une main-d'œuvre composée de deux tiers de Singapouriens, le reste étant recruté à l'étranger. Il a fait valoir qu'un tel ratio est gérable et qu'il serait «peu judicieux» d'assouplir les restrictions à l'immigration, car « il n'y a pas de pénurie de personnes qui veulent venir».

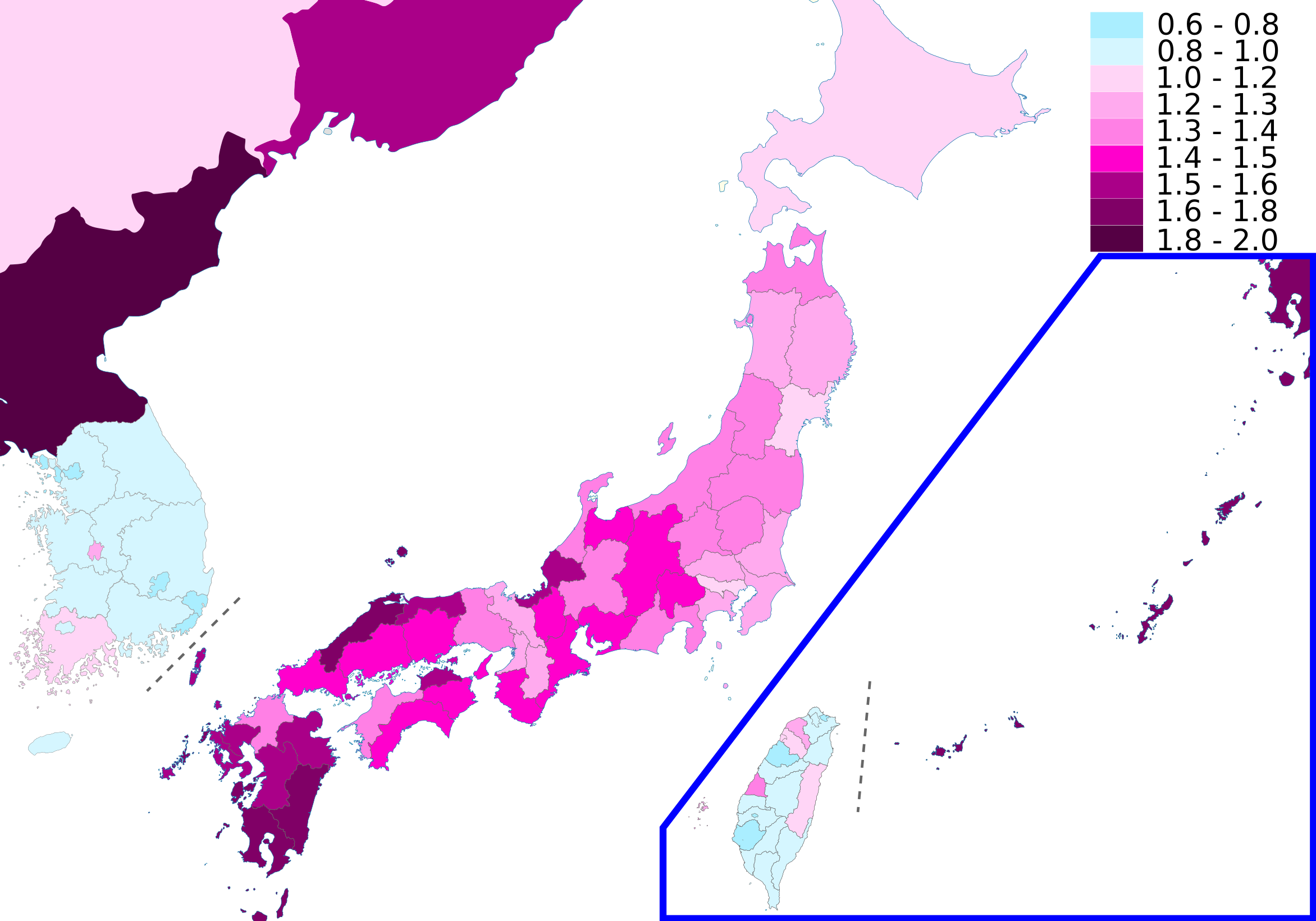
Carte de l'Asie de l'Est selon l'indice synthétique de fécondité en 2021.

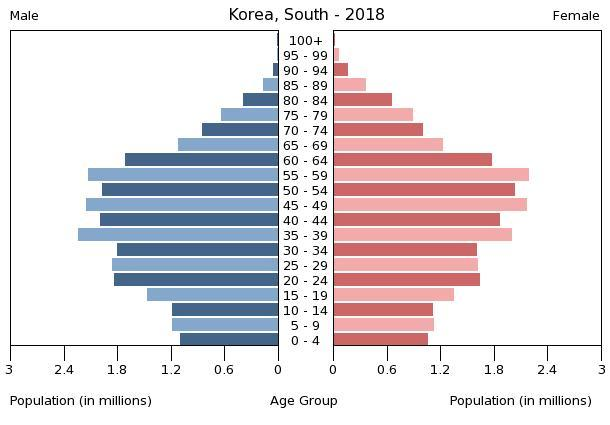
Pyramide des âges de la Corée du Sud en 2018.

L'expérience de Singapour reflète celle du Japon et de la Corée du Sud. À l'heure actuelle, le Japon a l'une des populations les plus âgées du monde et une fécondité constamment inférieure au seuil de remplacement, soit actuellement 1,4 enfant par femme. La population japonaise a atteint son maximum en 2017. En Corée du Sud, un baby-boom a eu lieu au lendemain de la guerre de Corée, et le gouvernement a ensuite encouragé les gens à ne pas avoir plus de deux enfants par couple. En conséquence, le taux de fécondité de la Corée du Sud n'a cessé de baisser depuis lors. Le taux de fécondité de la Corée du Sud est passé sous la barre des 1,0 en 2018 pour la première fois depuis que le pays a commencé à tenir des statistiques en 1970. Le chiffre de 2017 était également un minimum record, à 1,05. Depuis 2005, le gouvernement a dépensé une fortune en subventions pour les enfants et en campagnes de promotion de la reproduction, mais n'a eu que peu de succès. Les raisons possibles du faible taux de fécondité de la Corée sont le coût élevé de l'éducation d'un enfant, le chômage élevé des jeunes, le fardeau de la garde des enfants pour les femmes soucieuses de leur carrière, un système éducatif stressant et un haut niveau de compétition dans la société coréenne. En Corée du Sud, le mariage étant généralement associé à l'éducation des enfants, il est extrêmement rare que des enfants naissent hors mariage. Ce chiffre s'élevait à 1,9 % en 2017. En revanche, dans certains autres pays développés, comme la France et la Norvège, il n'est pas rare que des enfants naissent de couples non mariés, à 55 % ou plus. Les chiffres du gouvernement montrent que l'âge moyen du premier mariage des femmes a grimpé de 24,8 en 1990 à 30,2 en 2018, tandis que l'âge de la première naissance était de 31,6 ans. Selon Statistics Korea, les femmes qui donnent naissance à leur premier enfant au début de la trentaine ont peu de chances d'en avoir plus d'un. Dans la société traditionaliste coréenne, les nouvelles mères sont victimes de discrimination sur le marché du travail et, de ce fait, retarder l'accouchement devient monnaie courante. Un taux de fécondité aussi bas met en péril les programmes de protection sociale du pays (y compris les soins de santé et les pensions) et entraîne la fermeture de plus en plus d'écoles. Il a également des répercussions sur la sécurité nationale, car l'armée sud-coréenne compte sur la conscription pour faire face à la menace nord-coréenne.

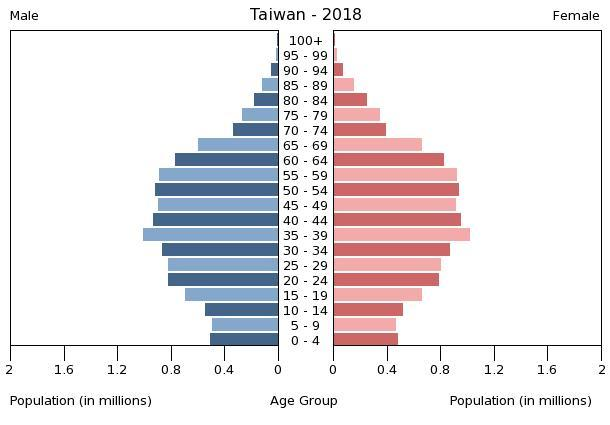
Pyramide des âges de Taïwan en 2018.

Selon le Conseil national de développement de Taïwan (NDC), la population du pays pourrait commencer à diminuer d'ici 2022 et le nombre de personnes en âge de travailler pourrait chuter de 10 % d'ici 2027. Environ la moitié des Taïwanais seraient âgés de 50 ans ou plus en 2034. Selon le NDC, Taïwan a atteint le stade de société vieillissante - où le nombre de personnes âgées de 65 ans et plus est d'environ 7 % - en 1993. Comme la Corée du Sud, Taïwan est depuis passé du stade de société vieillissante à celui de société âgée, où le nombre de personnes âgées dépasse 14% de la population totale. Il a donc fallu 25 ans au pays pour effectuer cette transition démographique, contre 17 ans en Corée du Sud. Au cours des années 2010, le taux de fécondité de Taïwan a oscillé juste au-dessus de 1,0, ce qui en fait l'un des plus bas du monde,. En fait, les données du ministère de l'intérieur montrent que le taux de fécondité est constamment inférieur à 1,5 depuis 2001. (En 2010, le taux de fécondité de Taïwan est en fait passé sous la barre des 1,0 parce que l'on pensait que c'était une mauvaise année pour avoir des enfants, l'année précédente ayant été considérée comme peu propice au mariage.) De nombreux couples vivent encore chez leurs parents, et l'ancienne génération attend des femmes qu'elles restent à la maison, s'occupent des enfants et des tâches ménagères. Les allocations et les subventions du gouvernement n'ont pas réussi à encourager davantage de personnes à se reproduire, mais le gouvernement a ajouté plus d'argent pour la garde d'enfants, l'éducation et les allocations de naissance. Le gouvernement envisage également des politiques d'immigration visant à attirer des travailleurs hautement qualifiés d'autres pays, et de faire de l'anglais une langue officielle.
Au rythme actuel, Taïwan devrait passer d'une société âgée à une société super-âgée, où 21 % de la population a plus de 65 ans, en huit ans, contre sept ans pour Singapour, huit ans pour la Corée du Sud, 11 ans pour le Japon, 14 pour les États-Unis, 29 pour la France et 51 pour le Royaume-Uni. En 2018, le Japon était déjà une société super-âgée, avec 27% de sa population âgée de plus de 65 ans. Selon les données gouvernementales, l'indice synthétique de fécondité du Japon était de 1,43 en 2017. Selon l'Institute for Health Metrics and Evaluation, le Japon a l'une des populations les plus âgées au monde, avec un âge médian de 47 ans en 2017.

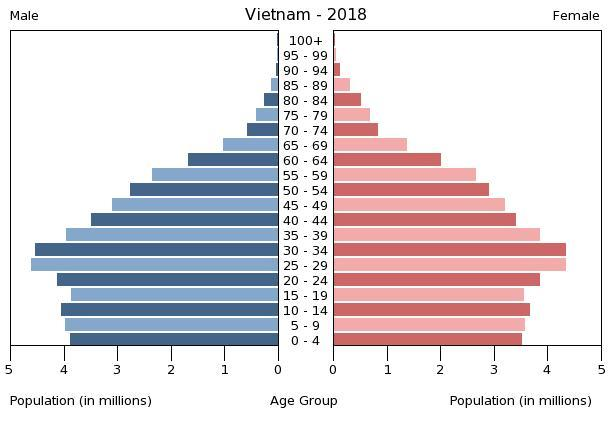
Pyramide des âges du Vietnam en 2018.

La population du Vietnam est passée de 60 millions d'habitants en 1986 à 97 millions en 2018, le taux de croissance étant tombé à environ 1 % à la fin des années 2010. Comme le Bangladesh et contrairement à l'Égypte, le Vietnam est un pays en développement qui a réussi à freiner sa croissance démographique. L'âge médian du Vietnam en 2018 était de 26 ans et il est en hausse. Entre les années 1970 et la fin des années 2010, l'espérance de vie a grimpé de 60 à 76 ans. Il est désormais le deuxième plus élevé d'Asie du Sud-Est. Le taux de fécondité du Vietnam est passé de 5 enfants par femme en 1980 à 3,55 en 1990, puis à 1,95 en 2017. Cette même année, 23% de la population vietnamienne était âgée de 15 ans ou moins, contre près de 40% en 1989. Selon l'Organisation mondiale de la santé (OMS), la population vietnamienne est l'une de celles qui vieillissent le plus rapidement dans le monde. L'OMS a prévu que la proportion de personnes âgées de plus de 65 ans passerait de 4 % en 2017 à près de 7 % en 2030. Selon le Fonds monétaire international (FMI), «le Vietnam risque de vieillir avant de s'enrichir.» La part des Vietnamiens en âge de travailler a atteint un pic en 2011, lorsque le PIB annuel par habitant du pays à parité de pouvoir d'achat était de 5 024 dollars, contre 32 585 dollars pour la Corée du Sud, 31 718 dollars pour le Japon et 9 526 dollars pour la Chine.
En avril 2020, le Premier ministre vietnamien Nguyễn Xuân Phúc a publié une décision sur l'atteinte d'un équilibre démographique dans le pays en augmentant le taux de fécondité des localités qui sont en dessous de 2,2, que son gouvernement considère comme le taux de remplacement, et en réduisant le nombre de naissances dans les endroits qui sont au-dessus de cette marque. À cette fin, les gouvernements locaux doivent investir dans des services favorables aux familles, tels que le baby-sitting et la médecine familiale. Un rapport de 2016 du ministère du Travail, des Invalides et des Affaires sociales indiquait que le Vietnam était devenu en 2015 l'une des sociétés au vieillissement le plus rapide sur Terre. Les données gouvernementales ont montré qu'en 2019, la population du Vietnam était de 96,2 millions d'habitants, soit la troisième plus importante d'Asie du Sud-Est et la quinzième plus importante au monde. Pourtant, de nombreuses localités affichaient des taux de fécondité bien inférieurs au seuil de remplacement, comme Dong Thap (1,34), Ba Ria-Vung Tau (1,37), Ho Chi Minh Ville (1,36) et Hau Giang (1,57). La décision de Phúc décourage les femmes d'avoir des enfants après l'âge de 35 ans et incite plutôt les gens à se marier avant l'âge de 30 ans et à avoir des enfants tôt. Mais certains lecteurs de journaux ont souligné qu'une telle politique ignorait les réalités culturelles, économiques et sociales. Les raisons de la baisse du taux de fécondité au Vietnam comprennent les coûts élevés de l'éducation des enfants, le chômage des jeunes qui pousse beaucoup d'entre eux à continuer à vivre chez leurs parents jusqu'à l'âge de 30 ans, les aspirations professionnelles, le coût élevé de la vie dans les villes, les préoccupations liées aux problèmes nationaux (tels que la maltraitance des enfants, la violence à l'école, la sécurité alimentaire, la pollution, les embouteillages et les hôpitaux surpeuplés) et les problèmes internationaux (à savoir la surpopulation et le changement climatique). D'autres économies d'Asie du Sud-Est à croissance rapide, comme les Philippines, ont connu des tendances démographiques similaires.
En Inde, le taux de fécondité est passé de 5,91 en 1960 à 2,24 en 2020. En outre, le nombre de femmes qui souhaiteraient avoir plus d'un enfant a considérablement diminué. L'enquête nationale sur la santé familiale de 2018 a révélé que seulement 24 % des Indiennes étaient intéressées par la possibilité d'avoir un deuxième enfant, contre 68 % dix ans auparavant. Neuf États - Kerala, Tamil Nadu, Karnataka, Andhra Pradesh, Telangana, Maharashtra, Bengale occidental, Pendjab et Himachal Pradesh - ont constaté que leur taux de fécondité était inférieur au seuil de remplacement en 2018. En général, la baisse de la fécondité en Inde est corrélée à l'augmentation du taux d'alphabétisation et du niveau d'éducation des femmes, à la hausse de la prospérité économique, à l'amélioration de la mobilité et à des mariages plus tardifs. Le Premier ministre Narendra Modi a exhorté les couples à avoir moins d'enfants afin de s'assurer qu'ils soient mieux pris en charge.
En 2017, l'âge médian de l'Afghanistan était de 16 ans, ce qui en fait le seul pays en dehors de l'Afrique dont l'âge médian est inférieur à 17 ans.
Une étude réalisée en 2019 par le Taub Center for Social Policy Studies a montré que le taux de fécondité d'Israël était de 3,1 enfants par femme, bien au-dessus de tous les autres membres de l'Organisation de coopération et de développement économiques (OCDE). À titre de comparaison, le Mexique arrivait en deuxième position avec 2,2. Israël a donc connu rien de moins qu'un baby-boom, comparable à celui qu'ont connu les États-Unis après la Seconde Guerre mondiale. Bien que les femmes ultra-orthodoxes d'Israël aient eu un taux de natalité phénoménal d'environ sept, le taux comparativement élevé d'Israël n'est pas dû aux seules femmes très religieuses, mais plutôt à la culture nationale et à l'attitude envers le fait d'avoir une famille. Les femmes israéliennes laïques ont un taux de fécondité d'environ 2,2, également élevé par rapport aux normes de l'OCDE. Toutefois, parmi les Arabes vivant en Israël, la taille des familles a considérablement diminué depuis les années 1960, pour atteindre un niveau inférieur à celui de leurs homologues juifs et comparable à celui du monde développé, où les femmes sont devenues plus actives sur le lieu de travail. Chez les Israéliennes en général, la participation des femmes à la population active a augmenté, comme c'est le cas dans d'autres pays développés, mais leur fécondité n'a pas diminué, contrairement à ces pays.

### Europe
En 2018, 19,70% de la population l'Union européenne dans son ensemble était âgée d'au moins 65 ans. L'âge médian des 28 membres du bloc, y compris le Royaume-Uni qui l'a récemment quitté, était de 43 ans en 2019. Il était d'environ 29 ans dans les années 1950, lorsqu'il n'y avait que six membres : Allemagne, Belgique, France, Italie, Luxembourg et Pays-Bas. Comme tous les autres continents habités, l'Europe a connu une croissance démographique importante à la fin du XXe siècle. Toutefois, la croissance de l'Europe devrait s'arrêter au début des années 2020 en raison de la baisse du taux de fécondité et du vieillissement de la population. En 2015, une femme vivant dans l'Union européenne avait en moyenne 1,5 enfant, contre 2,6 en 1960. Bien que l'Union européenne continue de connaître un afflux net d'immigrants, cela ne suffit pas à compenser la faiblesse des taux de fécondité. En 2017, l'âge médian était de 53,1 ans à Monaco, de 45 ans en Allemagne et en Italie, de 43 ans en Grèce, en Bulgarie et au Portugal, ce qui en fait certains des pays les plus âgés du monde, hormis le Japon et les Bermudes. Ils sont suivis par l'Autriche, la Croatie, la Lettonie, la Lituanie, la Slovénie et l'Espagne, dont l'âge médian était de 43 ans.

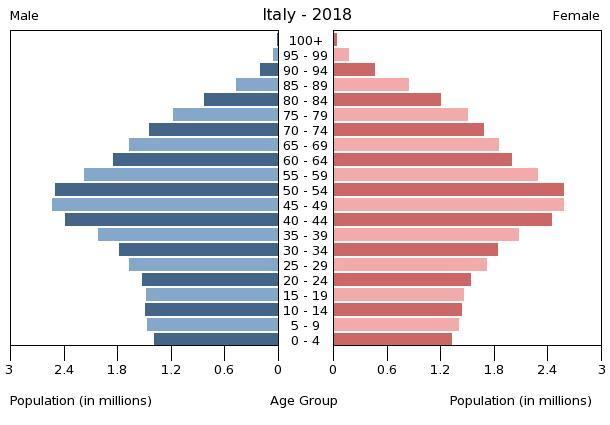
Pyramide des âges de l'Italie en 2018

Le taux de fécondité en Italie est passé d'environ quatre dans les années 1960 à 1,2 dans les années 2010. Ce n'est pas parce que les jeunes Italiens ne veulent pas procréer. En effet, avoir beaucoup d'enfants est un idéal italien. Mais son économie bat de l'aile depuis la grande récession de 2007-8, et le taux de chômage des jeunes atteint le chiffre vertigineux de 35 % en 2019. De nombreux Italiens ont déménagé à l'étranger - 150 000 l'ont fait en 2018 - et beaucoup sont des jeunes à la recherche d'opportunités éducatives et économiques. Avec le plongeon du nombre de naissances chaque année, la population italienne devrait diminuer dans les cinq prochaines années. L'ISTAT a indiqué que le nombre de bébés nés en 2018 en Italie était le plus faible depuis l'unification de l'Italie en 1861. En outre, les baby-boomers sont nombreux à prendre leur retraite et leur nombre éclipse celui des jeunes qui s'occupent d'eux. Seul le Japon a une structure d'âge plus orientée vers les personnes âgées. En 2018, 23 % de la population italienne était âgée de plus de 65 ans, contre 27 % au Japon. Un moyen d'inciter à la reproduction serait, comme l'a fait la France, d'investir dans des congés parentaux plus longs, des garderies et des exonérations fiscales pour les parents. En 2019, la France a approximativement la même population que l'Italie, mais 65 % de naissances en plus. En 2015, l'Italie a introduit une aide financière de 800 € par couple et par enfant. Cette mesure ne semble pas avoir eu d'impact sur le long terme. Les gens peuvent choisir d'avoir un enfant plus tôt, mais finalement, cela n'augmente pas le taux de fécondité de la nation. Ce schéma a également été observé dans d'autres pays, a déclaré à la BBC Anne Gauthier, experte en études familiales de l'Université de Groningue. Dans le cas de l'Italie, la subvention ne répond pas aux préoccupations économiques ou aux attitudes sociales. Un autre moyen est l'immigration, qui a atténué le déclin, mais qui ne va pas sans contrecoup politique.

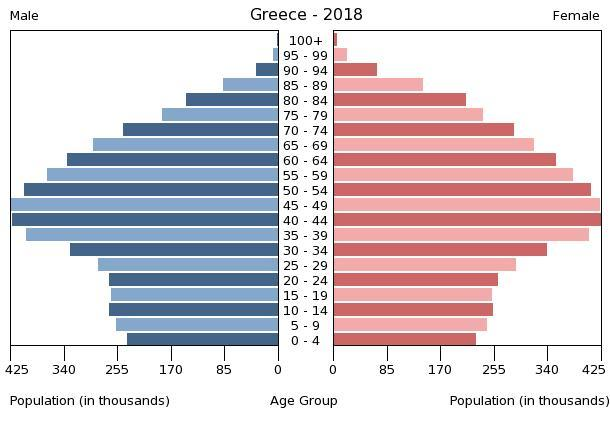
Pyramide des âges de la Grèce en 2018.

Le déséquilibre démographique de la Grèce est le résultat de difficultés économiques qui ont incité de nombreux jeunes à quitter le pays à la recherche de meilleures opportunités ailleurs. Entre 2009 et 2018, environ un demi-million de personnes ont quitté le pays, dont beaucoup en âge de procréer. En 2010, 115 000 enfants sont nés ; ce nombre est tombé à 92 000 en 2015, puis à moins de 89 000 en 2017, le chiffre le plus bas jamais enregistré. En 2019, le taux de fécondité est tombé à seulement 1,3 par femme, bien en dessous du seuil de remplacement et l'un des plus bas d'Europe. Certaines des régions les plus reculées de Grèce souffrent d'une pénurie d'obstétriciens et de gynécologues, dont beaucoup sont partis à l'étranger, ce qui dissuade les parents potentiels. Et il y a les élèves de l'école primaire qui sont le seul enfant de leur village et dont les parents ont la quarantaine. En général, les Grecs ont des enfants plus tard et ont moins d'enfants dans les années 2010 que dans les années 1980. Cette fuite des cerveaux et le vieillissement rapide de la population pourraient créer des difficultés pour le pays.
L'Institut national espagnol de la statistique a indiqué que le nombre de bébés nés en Espagne en 2018 était le plus bas depuis 1998 et une baisse de 40,7 % par rapport à 2008. Cela s'explique par le fait qu'il y avait moins de femmes en âge de procréer en Espagne que par le passé et que les Espagnols modernes ont moins d'enfants. Au Portugal, le taux de fécondité est tombé à 1,3 à la fin des années 2010. Dans toute l'Europe du Sud, environ 20 % des femmes nées dans les années 1970 sont sans enfant, un chiffre jamais atteint depuis la Première Guerre mondiale. De plus en plus d'écoles ont été contraintes de fermer et de nombreuses villes se vident. Si la tendance actuelle se poursuit, l'Europe du Sud pourrait devenir un pays de personnes âgées à la fin des années 2030 (lorsque les personnes nées au début des années 2010 et au milieu des années 2020 atteindront l'âge adulte).
Le taux de natalité de la Hongrie était d'environ 1,48 en 2018. Pour le gouvernement du Premier ministre Viktor Orban, qui privilégie « la procréation à l'immigration », l'augmentation du taux de fécondité national est une question d'« importance stratégique.» En décembre 2018, le gouvernement hongrois a nationalisé six cliniques de fertilité et a déclaré qu'il proposerait gratuitement des fécondation in vitro (FIV) à partir de février 2020, bien que les détails concernant les personnes éligibles à ce programme restent flous. Comme d'autres pays d'Europe de l'Est, la Hongrie est confrontée à un déclin de sa population, non seulement en raison de son faible taux de natalité, qui est aujourd'hui inférieur de moitié à ce qu'il était en 1950, mais aussi en raison de l'émigration vers l'Europe occidentale. Dans les années 2010, environ un enfant hongrois sur sept est né hors de Hongrie,.

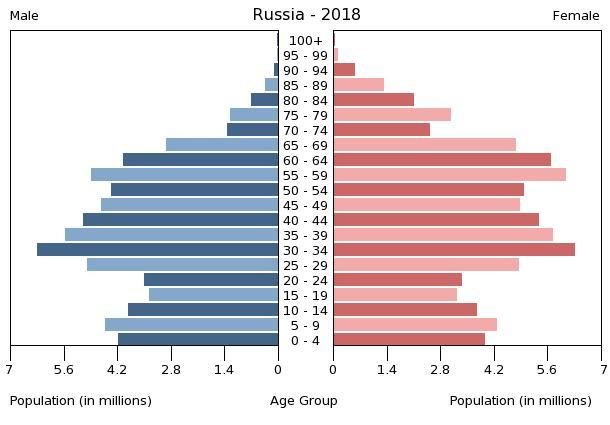
Pyramide des âges de la Russie en 2018.

La Division de la population des Nations unies a prévu que la Russie, dont le taux de natalité était de 1,75 en 2018, verrait sa population chuter de 143 millions à 132 millions d'ici 2050. La population de la Russie est en déclin depuis les années 1990, après l'effondrement de l'Union soviétique. Une autre raison du déclin démographique de la Russie est la faible espérance de vie des hommes, qui n'était que de 64 ans en 2015, soit 15 ans de moins qu'en Italie, en Allemagne ou en Suède. Cette situation est due à la combinaison de taux anormalement élevés d'alcoolisme, de tabagisme, de cancers non traités, de tuberculose, de suicides, de violence et de VIH/sida. Bien que les tentatives précédentes pour augmenter le taux de natalité aient échoué, en 2018, le président Vladimir Poutine a proposé de donner de l'argent aux familles à faible revenu, aux mères pour la première fois, aux familles ayant de nombreux enfants, et de créer davantage de crèches. Cela fait partie d'un paquet de dépenses massives visant à revitaliser l'économie russe en difficulté.
Tout au long des années 2000, la France a maintenu un taux de fécondité d'environ 2,0, mais à partir du début des années 2010, le pays a vu son taux de fécondité baisser progressivement. Malgré des baisses récentes, la France conserve l'un des taux de natalité les plus élevés d'Europe, à 1,92 en 2017, selon la Banque mondiale. Si de nombreux pays ont mis en place des politiques destinées à inciter les gens à avoir plus d'enfants, celles-ci pourraient être contrebalancées par d'autres politiques, comme les impôts. En France, le ministère des Familles est le seul responsable des régimes d'allocations familiales et infantiles, qui sont plus généreux pour les familles nombreuses.
Le taux de fécondité de l'Allemagne est passé de 1,33 en 2006 à 1,57 en 2017, éloignant le pays de l'Espagne et de l'Italie et le rapprochant de la moyenne de l'UE. Cette évolution s'explique par plusieurs raisons. Les femmes plus âgées ont eu des enfants, ce qui a provoqué une légère augmentation du taux. Les nouveaux immigrants, qui sont arrivés en Allemagne en grand nombre au cours de cette décennie, ont tendance à avoir plus d'enfants que les autochtones, même si leurs enfants s'assimileront probablement à la société allemande et auront eux-mêmes des familles moins nombreuses que leurs parents et grands-parents. En Allemagne de l'Ouest, les mères qui travaillent étaient autrefois stigmatisées, mais ce n'est plus le cas dans l'Allemagne unifiée. À la fin des années 2000 et au début des années 2010, le gouvernement fédéral allemand a introduit un congé parental plus généreux, a encouragé les pères à prendre (davantage) de congés et a augmenté le nombre de crèches, auxquelles les enfants de plus d'un an ont droit selon le gouvernement. Bien que l'offre de crèches soit restée insuffisante, le nombre d'enfants qui y sont inscrits est passé de 286 000 en 2006 à 762 000 en 2017.

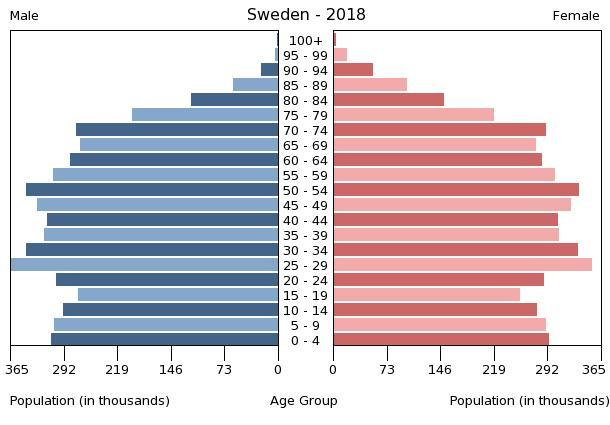
Pyramide des âges de la Suède en 2018.

En Suède, les généreuses politiques pro-natalistes contribuent à ce que la nation ait un taux de natalité de 1,9 en 2017, ce qui était élevé par rapport au reste de l'Europe. Les parents suédois ont droit à 480 jours de congé parental à partager entre les deux parents, les pères réclamant en moyenne 30% du montant. Selon la Commission européenne, la Suède a l'un des taux de pauvreté infantile les plus bas de l'UE. Néanmoins, le taux de natalité suédois a commencé à baisser à la fin des années 2010. L'une des raisons pour lesquelles la Suède a maintenu un taux de natalité relativement élevé est que le pays accepte depuis des décennies les immigrants, qui ont tendance à avoir plus d'enfants que le Suédois moyen. Mais l'immigration s'est avérée être une question controversée. Si certains la considèrent comme un bénéfice, d'autres y voient une menace.
D'autres pays nordiques sont confrontés à la même situation. Le Danemark, la Norvège, la Finlande et l'Islande ont tous vu leur taux de fécondité baisser à la fin des années 2010 pour atteindre entre 1,49 et 1,71 alors qu'il était auparavant proche du niveau de remplacement, bien que leurs économies se soient déjà remises de la Grande Récession à ce moment-là. «Le nombre de personnes sans enfant augmente rapidement, et le nombre de femmes ayant trois enfants ou plus diminue. Ce type de baisse est inédit dans les temps modernes en Finlande», a déclaré à l'AFP Anna Rotkirch, sociologue de la famille. Selon Tilastokeskus, l'indice synthétique de fécondité de ce pays en 2019 était de 1,35, le plus bas jamais enregistré. Les causes de ce déclin sont l'incertitude financière, l'urbanisation, la hausse du chômage, la baisse du revenu médian et le coût élevé de la vie. La baisse des taux de fécondité met en péril les systèmes de protection sociale nordiques, très prisés,. Les prestations parentales généreuses, y compris les services de garde d'enfants subventionnés, se sont révélées inefficaces pour enrayer le déclin démographique. Selon un rapport de 2020 du Conseil nordique des ministres, les Finlandais vieillissent plus vite que leurs homologues de la région nordique. Tilastokeskus a prédit en 2019 que, compte tenu des tendances actuelles en matière de fécondité et de migration, la population de la Finlande commencerait à décliner d'ici 2031.

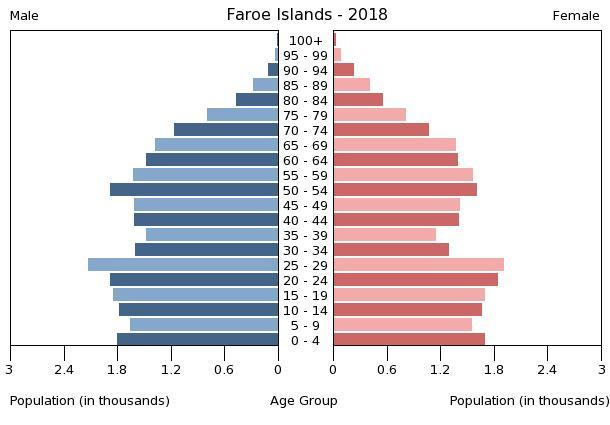
Pyramide des âges des îles Féroé en 2018.

Selon la Banque mondiale, les Îles Féroé avaient un taux de natalité d'environ 2,5 en 2018, l'un des plus élevés d'Europe, une position qu'elles conservent depuis des décennies. Comme le reste de la région nordique, le territoire a mis en œuvre diverses politiques favorables aux familles, telles que 46 semaines de congé parental, des jardins d'enfants nombreux et bon marché, et des réductions d'impôts, dont une pour les véhicules à sept places. Mais contrairement au reste de la région nordique, les valeurs familiales traditionnelles et les liens familiaux restent forts. Le sociologue Hans Pauli Strøm de Statistics Faroe Islands a déclaré à l'AFP : «Dans notre culture, nous percevons une personne davantage comme un membre d'une famille que comme un individu indépendant. Ce contact étroit et intime entre les générations permet d'avoir plus facilement des enfants.» En outre, la participation des femmes au marché du travail est comparativement élevée, à 82%, contre une moyenne de 59% pour l'Union européenne, dont les îles ne sont pas membres. Plus de la moitié des femmes féroïennes travaillent à temps partiel, par choix personnel plutôt qu'en raison des conditions du marché du travail. Le territoire danois autonome de l'Atlantique Nord a en effet une économie prospère, à partir des années 2010.
En 2018-19, la république d'Irlande a enregistré le taux de natalité le plus élevé et le taux de mortalité le plus faible de l'Union européenne, selon Eurostat. Bien que l'Irlande ait eu une économie florissante au milieu et à la fin des années 2010, seuls 61 016 bébés y sont nés en 2018, contre 75 554 en 2009. Le taux de natalité de l'Irlande est passé de 16,8 en 2008 à 12,6 en 2018, soit une baisse d'environ un quart. L'âge moyen des mères pour la première fois en Irlande était de 32,9 ans en 2018, soit une augmentation de plus de deux ans par rapport au milieu des années 2000. Entre 2006 et 2016, le nombre de bébés nés de femmes de 40 ans a doublé, tandis que celui des adolescentes a chuté de 52,8%. L'économiste Edgar Morgenroth de la Dublin City University a déclaré au Irish Times que l'une des raisons de la baisse du taux de fécondité en Irlande était le fait que l'Irlande a connu une explosion de la natalité dans les années 1980 après un baby-boom dans les années 1970, et que les personnes nées dans les années 1980 fondaient des familles dans les années 2010. Il a également expliqué que les coûts élevés de logement et de garde d'enfants pourraient être à l'origine de la réticence des couples irlandais. Le taux de mariage était de 4,3 pour 1 000 en 2018, le plus bas depuis 1997, même si les mariages entre personnes de même sexe étaient inclus. En outre, les gens se mariaient plus tard. En 2018, l'âge moyen au premier mariage pour un homme était de 36,4 ans, contre 33,6 ans en 2008 ; pour une femme, ces chiffres étaient respectivement de 34,4 et 31,7 ans. Habituellement, l'augmentation des taux de natalité et de nuptialité correspond à une économie saine, mais les statistiques actuelles semblent avoir infléchi cette tendance... En 2016, l'Irlande était, d'un point de vue démographique, un pays jeune selon les normes européennes. Cependant, le pays vieillit assez rapidement. Selon le Central Statistics Office, bien que l'Irlande comptait plus de personnes âgées de moins de 14 ans que de personnes âgées de plus de 65 ans en 2016, la situation pourrait basculer d'ici 2031 dans tous les scénarios projetés, ce qui posera un problème pour les politiques publiques. Par exemple, le système de santé irlandais, qui fonctionne déjà avec un budget serré, sera encore plus sous pression.

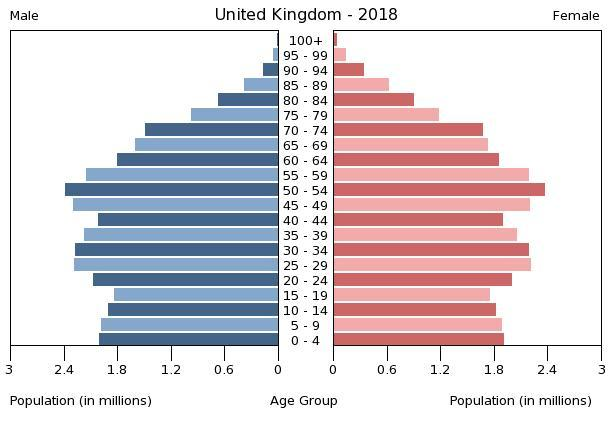
Pyramide des âges du Royaume-Uni en 2018.

Selon l'Office for National Statistics du Royaume-Uni, les taux de fécondité de l'Angleterre et du Pays de Galles sont tombés à un niveau record en 2018. De plus, ils ont baissé pour les femmes de tous les groupes d'âge, à l'exception de celles qui ont la quarantaine. Un grand total de 657 076 enfants sont nés en Angleterre et au Pays de Galles en 2018, soit une baisse de 10 % par rapport à 2012. Il y a eu 11,1 naissances pour mille personnes en 2018, contre un pic de 20,5 en 1947, et l'indice synthétique de fécondité était de 1,70, en baisse par rapport à 1,76 en 2017. En fait, leur taux de fécondité a toujours été inférieur au seuil de remplacement depuis la fin des années 1970. Dans le même temps, le nombre de mort-nés - lorsqu'un bébé naît après au moins 24 semaines de grossesse mais sans aucun signe de vie - a chuté à un niveau record pour la deuxième année consécutive, s'établissant à 4,1 pour mille naissances en 2018. L'Angleterre a déclaré qu'elle s'engageait à faire baisser ce chiffre à 2,6 d'ici 2025. La baisse des taux de fécondité en Angleterre et au Pays de Galles s'inscrit dans une tendance continue depuis la fin du XXe siècle, 1977 et 1992-2002 étant les seules années où ces juridictions ont enregistré des taux de fécondité inférieurs. Comme c'est le cas depuis le début du nouveau millénaire, le taux de natalité des femmes de moins de 20 ans continue de baisser, pour atteindre 11,9 en 2018. Avant 2004, les femmes entre le milieu et la fin de la vingtaine avaient le taux de fécondité le plus élevé, mais entre le milieu des années 2000 et la fin des années 2010, celles entre le début et le milieu de la trentaine occupaient cette position. La statisticienne sociale et démographe Ann Berrington de l'Université de Southampton a déclaré au The Guardian que l'accès à l'éducation, les «aspirations changeantes» dans la vie, la disponibilité de la contraception d'urgence et à longue durée d'action, et le manque de logements abordables étaient parmi les raisons expliquant la baisse de la fécondité chez les personnes âgées de 20 et 30 ans. Si les femmes ne faisaient que retarder la naissance de leurs enfants, la fécondité des femmes de 20 ans diminuerait tandis que celle des femmes de 30 ans augmenterait. Mais ce n'était pas le cas à la fin des années 2010. Les femmes de 40 ans ont connu une légère augmentation, mais elles n'ont représenté que 5 % de toutes les naissances au cours de la même période. Les immigrants ont contribué à ce déclin. Alors qu'auparavant, ils avaient tendance à avoir plus d'enfants en moyenne que les Britanniques de souche et se situaient même au-dessus du seuil de remplacement, leur taux de fécondité en Angleterre et au Pays de Galles est passé de 2,46 en 2004 à 1,97 en 2020. En d'autres termes, la proportion de naissances chez les femmes immigrées a diminué et se situe désormais en dessous du seuil de remplacement. L'écart de fécondité se resserre.
Parallèlement, en Écosse, le taux de fécondité poursuit sa tendance à la baisse depuis 2008. Les chiffres du National Records of Scotland (NRS) révèlent que 12 580 naissances ont été enregistrées au cours du dernier trimestre de 2018. À l'exception de 2002, il s'agit du chiffre le plus bas depuis le début de la tenue des registres en 1855. Le NRS a expliqué que l'insécurité économique et le report de la maternité, qui signifie souvent avoir moins d'enfants, sont parmi les raisons pour lesquelles l'Écosse. À la fin des années 2010, 46 % des couples britanniques n'avaient qu'un seul enfant.

### Amérique

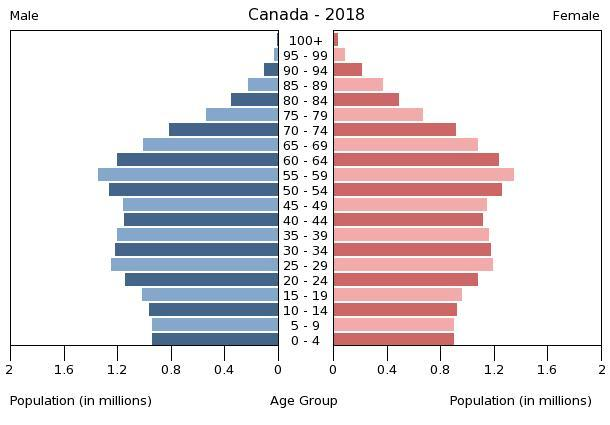
Pyramide des âges du Canada en 2018.

Au Canada, environ un Millennials sur cinq retardait le moment d'avoir des enfants en raison de soucis financiers. La dette non hypothécaire moyenne au Canada était de 20 000 dollars canadiens en 2018. Un millénial sur trois se sentait «dépassé» par son passif, contre 26 % de la génération X et 13 % des baby-boomers, selon le cabinet de consultants BDO Canada. Plus d'un Canadien sur trois ayant des enfants se sentait stressé par ses dettes, contre un cinquième des personnes sans enfants. De nombreux couples canadiens dans la vingtaine et la trentaine sont également aux prises avec leurs dettes de prêts étudiants. Des recherches menées par la Banque Royale du Canada suggèrent que les milléniaux canadiens ont afflué vers les grandes villes en dépit de leur coût de la vie élevé entre le milieu et la fin des années 2010, à la recherche d'opportunités économiques et de commodités culturelles.
Les données de Statistique Canada révèlent qu'entre 2000 et 2017, le taux de natalité des femmes de moins de 30 ans a baissé dans toutes les provinces et territoires, sauf au Nouveau-Brunswick ; les femmes de 25 à 29 ans, tandis que celui des femmes de 30 ans et plus a augmenté partout, sauf au Nunavut chez les femmes de 35 à 39 ans. Pendant ce temps, le taux de fécondité des adolescentes (15 à 19 ans) a diminué de moitié dans la majeure partie du Canada, un résultat probablement dû à une meilleure éducation sexuelle. Le taux de natalité comparativement faible des femmes dans la vingtaine vivant en Colombie-Britannique et en Ontario a été corrélé aux coûts élevés du logement dans ces provinces. En revanche, les Territoires du Nord-Ouest et le Nunavut affichent des taux de fécondité relativement élevés, car ils comptent une importante population autochtone, et les femmes autochtones ont tendance à avoir plus d'enfants. (Les données pour le Yukon n'étaient pas disponibles).
Statistique Canada a indiqué en 2015 que pour la première fois dans l'histoire du Canada, il y avait plus de personnes âgées de 65 ans et plus que de personnes de moins de 15 ans. Un Canadien sur six était âgé de plus de 65 ans en juillet 2015. Si cette tendance se poursuit, il y aura trois personnes âgées pour deux enfants de moins de 15 ans dans 20 ans.
Au début des années 2010, parmi les divers groupes religieux au Canada, les musulmans avaient le taux de fécondité le plus élevé de tous. À 2,4 par femme, ils devançaient les hindous (2,0), les sikhs (1,9), les juifs (1,8), les chrétiens (1,6) et les laïcs (1,4). À l'échelle nationale, 38,6 % des couples canadiens n'ont eu qu'un seul enfant à la fin des années 2010.

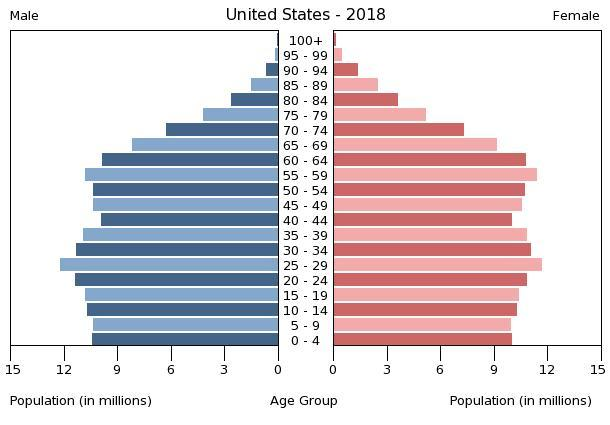
Pyramide des âges des États-Unis en 2018.

À mesure que leurs perspectives économiques s'améliorent, la plupart des Millennials américains déclarent vouloir se marier, avoir des enfants et devenir propriétaires. Si les Millennials sont à l'origine de la tendance dite du «retour à la ville», à la fin des années 2010, les propriétaires du millénaire étaient plus susceptibles de vivre dans les banlieues que dans les villes. Outre le coût de la vie, y compris le coût du logement, les gens quittent les grandes villes à la recherche de climats plus chauds, d'impôts moins élevés, de meilleures opportunités économiques et de meilleurs districts scolaires pour leurs enfants,,. Les banlieues sont également devenues très populaires parmi les Millennials. Le retour de la suburbanisation aux États-Unis est dû non seulement au fait que les Millennials atteignent une étape de leur vie où ils commencent à avoir des enfants, mais aussi à la nouvelle économie de l'espace rendue possible par les technologies de télécommunications rapides et le commerce électronique, qui réduisent effectivement les distances perçues. Selon le Pew Research Center, en 2016, le nombre cumulé de femmes américaines de la génération du millénaire ayant accouché au moins une fois a atteint 17,3 millions. Environ 1,2 million de femmes du millénaire ont eu leur premier enfant cette année-là. Au milieu des années 2010, les Millennials, qui représentaient 29 % de la population adulte et 35 % de la main-d'œuvre des États-Unis, étaient responsables de la majorité des naissances dans le pays. En 2016, 48 % des femmes du millénaire étaient mères, contre 57 % des femmes de la génération X en 2000, lorsqu'elles avaient le même âge. L'âge croissant des femmes lorsqu'elles deviennent mères pour la première fois est une tendance qui remonte aux années 1970, si ce n'est plus tôt. Les facteurs à l'origine de cette tendance sont notamment la baisse de l'intérêt pour le mariage, l'augmentation du niveau d'instruction et la hausse de la participation des femmes à la population active. Les familles monoparentales ont été le type d'unités familiales qui a connu la plus forte croissance aux États-Unis à la fin des années 2010.
Un rapport de la Brookings Institution indique qu'aux États-Unis, les milléniaux constituent un pont entre les pré-milléniaux, majoritairement caucasiens (la génération X et ses prédécesseurs), et les post-milléniaux, plus diversifiés (la génération Z et ses successeurs). Dans l'ensemble, le nombre de naissances chez les femmes caucasiennes aux États-Unis a diminué de 7 % entre 2000 et 2018. Parmi les femmes caucasiennes nées à l'étranger, cependant, le nombre de naissances a augmenté de 1% au cours de la même période. Bien que le nombre de naissances chez les femmes hispaniques nées à l'étranger ait diminué de 58 % en 2000 à 50 % en 2018, la part des naissances dues aux femmes hispaniques nées aux États-Unis a augmenté de 20 % en 2000 à 24 % en 2018. Le nombre de naissances chez les femmes asiatiques nées à l'étranger est passé de 19% en 2000 à 24% en 2018, tandis que celui dû aux femmes asiatiques nées aux États-Unis est passé de 1% en 2000 à 2% en 2018. Au total, entre 2000 et 2017, les naissances ont été plus nombreuses chez les femmes nées à l'étranger que chez les femmes nées aux États-Unis.
En analysant les données du Bureau du recensement, le Pew Research Center a découvert qu'en 2017, au moins 20 % des enfants en maternelle dans les écoles publiques étaient hispaniques dans un grand total de 18 États américains plus le district de Columbia, contre seulement huit États en 2000 et 17 en 2010. Entre 2010 et 2017, le Massachusetts et le Nebraska ont rejoint la liste tandis que l'Idaho l'a quittée. Les Hispaniques, qui représentaient 18 % de la population américaine (soit environ 60 millions de personnes), se sont répandus à travers les États-Unis depuis les années 1980 et constituent désormais le plus grand groupe ethnique minoritaire de la nation. Ils représentaient également 28 % des élèves des écoles publiques K-12 en 2019, contre 14 % en 1995. À titre de comparaison, le nombre d'élèves asiatiques dans les écoles publiques a légèrement augmenté, passant de 4 % à 6 % au cours de la même période. Le nombre de Noirs a légèrement diminué, passant de 17 % à 15 %, et celui des Blancs est passé de 65 % à 47 %. Globalement, le nombre d'enfants nés de minorités ethniques a dépassé 50 % du total depuis 2015.

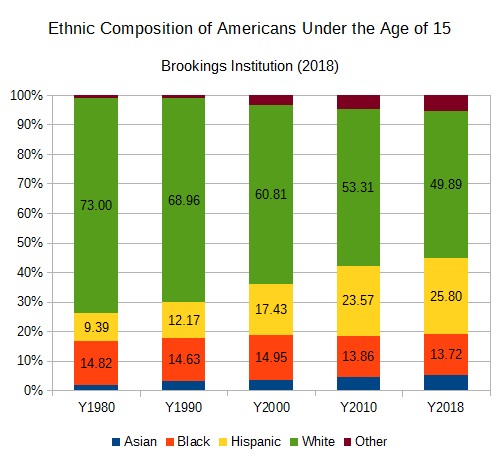

Les données provisoires des Centres pour le contrôle et la prévention des maladies révèlent que le taux de fécondité américain est tombé sous le seuil de remplacement de 2,1 depuis 1971. En 2017, il est tombé à 1,765, soit le plus bas niveau depuis trois décennies. 15,4 % de la population américaine était âgée de plus de 65 ans en 2018. Après la Seconde Guerre mondiale, le taux de fécondité des États-Unis a atteint un sommet en 1958, avec 3,77 naissances par femme, puis est tombé à 1,84 en 1980, et est remonté à 2,08 en 1990 avant de baisser à nouveau en 2007. Cependant, il existe de grandes variations en termes de géographie, de groupes d'âge et d'ethnicité. Le Dakota du Sud a enregistré le taux de natalité le plus élevé (2 228 pour mille femmes) et le District de Columbia le plus bas (1 421). Outre le Dakota du Sud, seul l'Utah (2 121) avait un taux de natalité supérieur au seuil de remplacement. Entre 2006 et 2016, les femmes âgées de 20 à 30 ans ont conservé les taux de natalité les plus élevés, tandis que celles âgées de 30 à 40 ans ont vu leur taux de natalité augmenter de manière significative. Les femmes américaines ont des enfants plus tard dans leur vie, l'âge moyen de la première naissance étant passé à 26,4 ans à la fin des années 2010, contre 23 au milieu des années 1990. La baisse du taux de natalité chez les adolescentes joue un rôle dans cette évolution. En effet, le nombre de naissances données par des adolescentes, qui a atteint des niveaux inquiétants dans les années 1990, a chuté d'environ 60 % entre 2006 et 2016. Cela est dû en grande partie à l'effondrement des taux de natalité chez les adolescents noirs et hispaniques, en baisse de 50 % par rapport à 2006. Dans l'ensemble, les naissances ont diminué pour les Asiatiques, les Noirs, les Hispaniques et les Blancs, mais sont restées stables pour les Hawaïens et les insulaires du Pacifique. Si les femmes hispano-américaines conservent le taux de fécondité le plus élevé de tous les groupes raciaux ou ethniques aux États-Unis, leur taux de natalité a chuté de 31 % entre 2007 et 2017. Comme leurs pairs américains et contrairement à leurs parents et grands-parents immigrés, les jeunes femmes hispano-américaines des années 2010 étaient plus concentrées sur leurs études et leur carrière et moins intéressées par le fait d'avoir des enfants.
En général, les femmes américaines ont toujours tendance à avoir des enfants plus tôt que leurs homologues des autres pays développés et l'indice synthétique de fécondité des États-Unis reste comparativement élevé pour un pays riche. En fait, par rapport à leurs homologues des autres pays de l'Organisation de coopération et de développement économiques (OCDE), les mères américaines primipares étaient parmi les plus jeunes en moyenne, à égalité avec les Lettonnes (26,5 ans) au cours des années 2010. À l'autre extrémité se trouvaient les femmes d'Italie (30,8 ans) et de Corée du Sud (31,4 ans). Au cours de la même période, les Américaines ont terminé leurs années de procréation avec plus d'enfants en moyenne (2,2) que la plupart des autres pays développés, à l'exception notable des Islandaises (2,3). À l'autre extrémité, on trouve les femmes d'Allemagne, d'Italie, d'Espagne et du Japon (1,5 chacune).
Des taux de fécondité inférieurs au niveau de remplacement pourraient entraîner des pénuries de main-d'œuvre à l'avenir. S'adressant à l'Associated Press, la spécialiste de la famille Karen Benjamin Guzzo de l'Université d'État de Bowling Green dans l'Ohio a recommandé des subventions pour la garde d'enfants, l'extension de l'enseignement préscolaire, le congé parental (payé), l'aide au logement et la réduction ou l'annulation de la dette étudiante. Quoi qu'il en soit, si les États-Unis sont effectivement une société vieillissante, leur déclin démographique n'est pas aussi marqué que celui auquel sont confrontées de nombreuses autres grandes économies. Le nombre d'Américains en âge de travailler devrait augmenter de 10 % entre 2019 et 2040.
En 2019, le taux de fécondité du Mexique était d'environ 2,2, plus élevé que celui de tout autre membre de l'OCDE, à l'exception d'Israël (3,1).
Le taux de fécondité du Brésil est passé de 6,3 en 1960 à 1,7 en 2020. Pour cette raison, la population de la nation devrait diminuer d'ici la fin du XXIe siècle. Selon une étude de 2012, les feuilletons mettant en scène des familles réduites ont contribué à l'acceptation croissante de n'avoir que quelques enfants dans un pays majoritairement catholique. Cependant, le Brésil continue d'avoir des taux relativement élevés de grossesses chez les adolescentes, et le gouvernement s'efforce de résoudre ce problème.

### Océanie

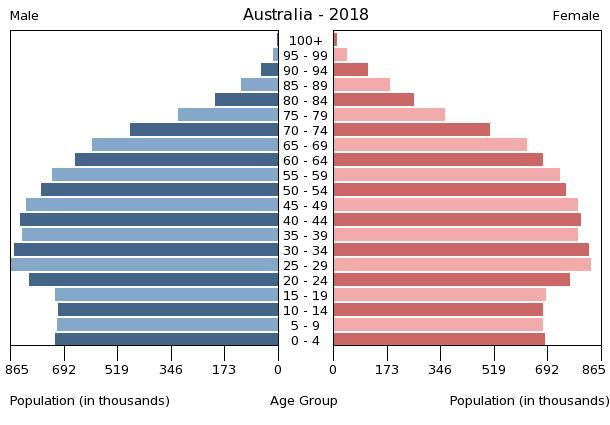
Pyramide des âges de l'Australie en 2018.

L'indice synthétique de fécondité de l'Australie est passé de plus de trois dans l'après-guerre, à environ le niveau de remplacement (2,1) dans les années 1970, à moins de ce niveau à la fin des années 2010. Il s'est établi à 1,74 en 2017. Cependant, l'immigration a compensé les effets de la baisse de la natalité. Dans les années 2010, parmi les résidents de l'Australie, 5 % sont nés au Royaume-Uni, 2,5 % de Chine, 2,2 % d'Inde et 1,1 % des Philippines. 84 % des nouveaux arrivants au cours de l'exercice 2016 avaient moins de 40 ans, contre 54 % des personnes déjà présentes dans le pays. Comme d'autres pays favorables aux immigrants, tels que le Canada, le Royaume-Uni et les États-Unis, la population australienne en âge de travailler devrait croître jusqu'en 2025 environ. Toutefois, le rapport entre les personnes en âge de travailler et les personnes à charge et les retraités (le ratio de dépendance démographique) est passé de huit dans les années 1970 à environ quatre dans les années 2010. Il pourrait tomber à deux dans les années 2060, en fonction des niveaux d'immigration. « Plus la population est âgée, plus il y a de personnes qui bénéficient de prestations sociales, nous avons besoin de plus de soins de santé, et il y a une base plus petite pour payer les impôts », a déclaré Ian Harper de la Melbourne Business School à ABC News (Australie). Alors que le gouvernement a revu à la baisse ses projets de relèvement de l'âge de la retraite, de réduction des pensions et d'augmentation des impôts en raison de l'opposition de l'opinion publique, les pressions démographiques continuent de s'accentuer, alors que les effets tampons de l'immigration s'estompent. Les Australiens qui arrivent à l'âge adulte au début du XXIe siècle sont plus réticents à avoir des enfants que leurs prédécesseurs pour des raisons économiques : dette étudiante plus élevée, logement coûteux et croissance négative des revenus.
Statistics New Zealand a indiqué que le taux de fécondité du pays en 2017 était de 1,81, le plus bas jamais enregistré. Bien que le nombre total de naissances ait augmenté, le taux de natalité a diminué en raison de l'augmentation de la population du pays due à une forte immigration. Le taux de fécondité de la Nouvelle-Zélande est resté plus ou moins stable entre la fin des années 1970 et la fin des années 2010. Les jeunes femmes ont fait baisser le taux de natalité, celles âgées de 15 à 29 ans ayant le taux de natalité le plus bas jamais enregistré. En 2017, les adolescentes néo-zélandaises ont eu deux fois moins de bébés qu'en 2008, et moins d'un quart qu'en 1972. Pendant ce temps, les femmes de plus de 30 ans ont eu plus d'enfants. Entre la fin des années 2000 et la fin des années 2010, une moyenne de 60 308 bébés sont nés en Nouvelle-Zélande.

## Tendances et perspectives économiques
Aux États-Unis, les enfants des familles du quintile de revenu le plus élevé sont les plus susceptibles de vivre avec des parents mariés (94 % en 2018), suivis des enfants de la classe moyenne (74 %) et du quintile inférieur (35 %).

## Éducation

### Asie
Afin de stimuler la natalité de la nation, en 2019, le gouvernement du Premier ministre japonais Shinzō Abe a introduit un certain nombre de réformes de l'éducation. À partir d'octobre 2019, l'enseignement préscolaire sera gratuit pour tous les enfants âgés de trois à cinq ans. La garde d'enfants sera gratuite pour les enfants de moins de deux ans issus de ménages à faible revenu. Ces programmes seront financés par une hausse de la taxe sur la consommation, qui passera de huit à dix pour cent. À partir d'avril 2020, les frais d'entrée et de scolarité des universités publiques et privées seront supprimés ou réduits. Les étudiants issus de familles à faible revenu et exonérées d'impôts pourront bénéficier d'une aide financière pour les aider à couvrir les frais de manuels scolaires, de transport et de subsistance. L'ensemble du programme devrait coûter 776 milliards de yens (7,1 milliards de dollars américains) par an.
En 2020, le gouvernement du Premier ministre vietnamien Nguyễn Xuân Phúc a recommandé une série de réformes de l'éducation afin de relever le taux de fécondité des localités qui se trouvaient en dessous du seuil de remplacement. En particulier, la construction de crèches et de jardins d'enfants dans les zones urbaines et industrielles, des subventions au logement pour les couples avec deux enfants dans les zones de sous-remplacement, et l'admission prioritaire des enfants desdits couples dans les écoles publiques.
Au début de l'année 2021, le gouvernement chinois a annoncé un plan visant à investir davantage dans l'éducation physique (EP) afin de rendre les garçons plus masculins. En raison de la politique de l'enfant unique (aujourd'hui annulée) et de la préférence traditionnelle pour les fils, les garçons auraient tendance à être trop choyés par leurs parents, ce qui les rendrait trop efféminés, délicats et timides. Afin de calmer les inquiétudes du public, les médias contrôlés par l'État ont publié des articles minimisant les rôles et les différences entre les sexes.

### Europe
En France, le service militaire obligatoire d'un an pour les hommes a été suspendu en 1996, tous les citoyens âgés de 17 à 25 ans doivent encore participer à la Journée défense et citoyenneté, au cours de laquelle ils sont présentés aux forces armées françaises, et passer des tests linguistiques. En 2019, le président Emmanuel Macron a introduit quelque chose de similaire au service militaire obligatoire, mais pour les adolescents, comme promis pendant sa campagne présidentielle. Connu sous le nom de Service national universel ou SNU, il s'agit d'un service civique facultatif. Bien qu'il ne comporte pas d'entraînement militaire explicite, il exige des recrues qu'elles passent quatre semaines dans un camp où elles participent à diverses activités destinées à leur enseigner des compétences pratiques, une discipline personnelle et une meilleure compréhension du système politique et de la société française. L'objectif de ce programme est de promouvoir la cohésion nationale et le patriotisme, et d'encourager l'interaction entre les jeunes de milieux différents, comme le faisait autrefois le service militaire obligatoire. Le SNU doit devenir obligatoire pour tous les jeunes de 16 à 21 ans d'ici 2026.

### Amérique du Nord

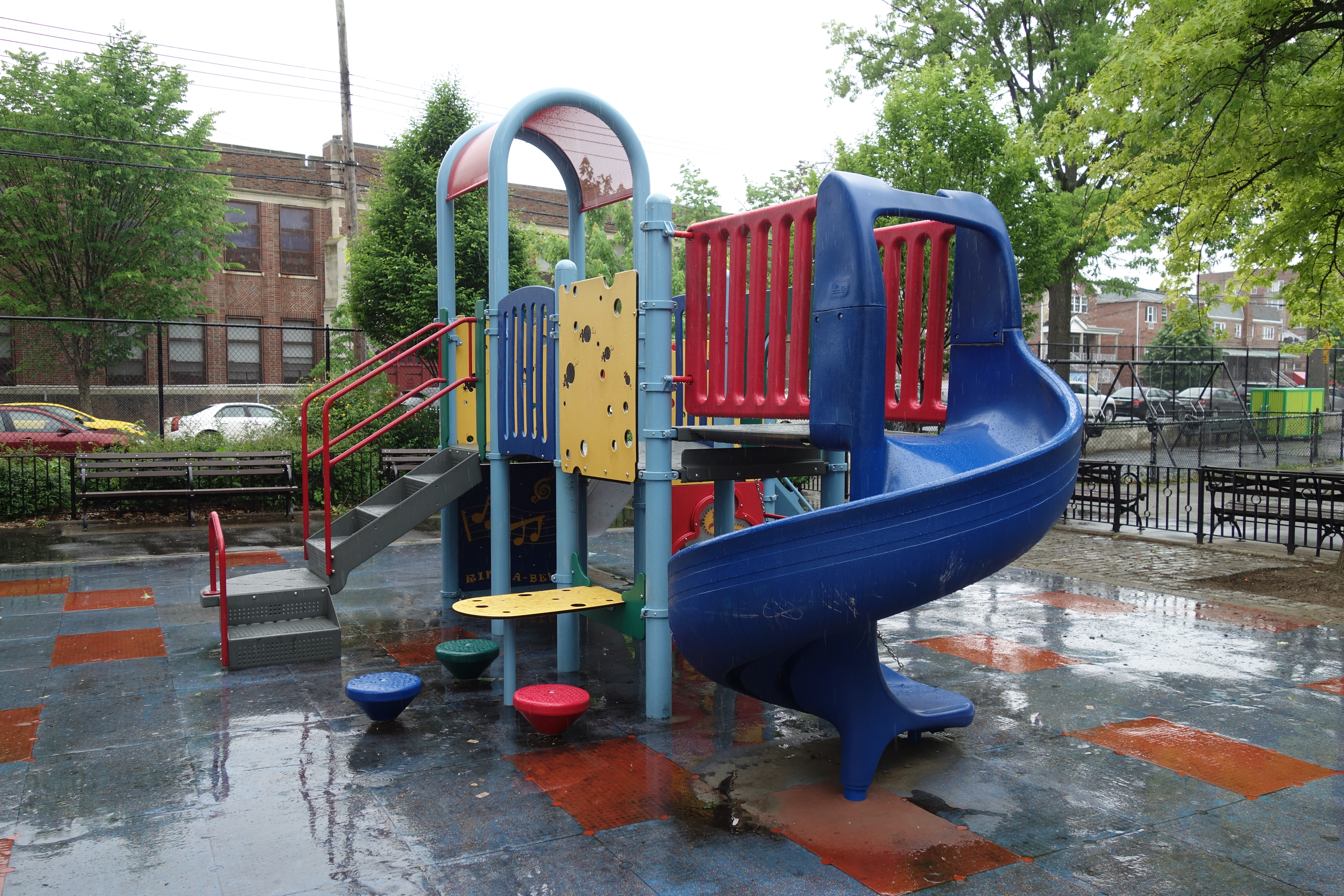
Une aire de jeux dans le Bronx, New York, États-Unis (2019). L'Académie américaine des pédiatres a recommandé aux parents de laisser à leurs enfants plus de temps pour jouer.

En 2018, l'American Academy of Pediatrics a publié une déclaration de principe résumant les progrès de la recherche sur le développement et la neurologie concernant le temps non structuré passé par les enfants, familièrement le «jeu», et notant l'importance du temps de jeu pour le développement des compétences sociales, cognitives et linguistiques. En effet, pour de nombreux éducateurs et parents, le jeu est désormais considéré comme dépassé et non pertinent. En effet, entre 1981 et 1997, le temps consacré par les enfants à des activités non structurées a diminué de 25 % en raison de l'augmentation du temps consacré à des activités structurées. Le temps non structuré a eu tendance à être passé sur des écrans au détriment du jeu actif. La déclaration encourage les parents et les enfants à consacrer plus de temps à « l'apprentissage ludique », qui renforce la motivation intrinsèque d'apprendre et de découvrir et consolide le lien entre les enfants et leurs parents et autres personnes responsables. Il aide également les enfants à gérer le stress et prévient le « stress toxique », qui entrave le développement. Le Dr Michael Yogman, auteur principal de la déclaration, a fait remarquer que le jeu ne doit pas nécessairement impliquer des jouets fantaisistes ; des articles ménagers courants font également l'affaire. De plus, le fait que les parents fassent la lecture aux enfants est également considéré comme un jeu, car cela encourage les enfants à faire appel à leur imagination.
En 2019, des psychiatres du Québec ont lancé une campagne demandant instamment la création de cours sur la santé mentale pour les enfants des écoles primaires, afin de leur apprendre à gérer une crise personnelle ou sociale, et à faire face à l'impact psychologique du monde numérique. Selon l'Association des médecins psychiatres du Québec (AMPQ), cette campagne vise les enfants nés après 2010, c'est-à-dire la génération Alpha. Outre l'AMPQ, ce mouvement est soutenu par la Fédération des médecins spécialistes du Québec (FMSQ), l'Association de pédiatrie du Québec (APQ), l'Association des spécialistes en médecine préventive du Québec (ASMPQ) et la Fondation Jeunes en Tête,.
Bien que les normes Common Core, une initiative en matière d'éducation aux États-Unis, aient supprimé l'obligation pour les écoles primaires publiques d'enseigner l'écriture cursive en 2010, les législateurs de nombreux États, dont l'Illinois, l'Ohio et le Texas, ont introduit une législation visant à l'enseigner dans les leurs en 2019. Certaines études soulignent les avantages de l'écriture manuscrite - imprimée ou cursive - pour le développement des compétences cognitives et motrices ainsi que de la mémoire et de la compréhension. Par exemple, une étude neuroscientifique de 2012 suggère que l'écriture manuscrite «peut faciliter l'acquisition de la lecture chez les jeunes enfants.» L'écriture cursive a été utilisée pour aider les élèves présentant des difficultés d'apprentissage, comme la dyslexie, un trouble qui rend difficile l'interprétation des mots, des lettres et d'autres symboles. Malheureusement, les législateurs les citent souvent hors contexte, faisant l'amalgame entre l'écriture manuelle en général et l'écriture cursive. Quoi qu'il en soit, quelque 80 % des archives et documents historiques des États-Unis, tels que la correspondance d'Abraham Lincoln, ont été écrits à la main en cursive, et les étudiants d'aujourd'hui ont tendance à ne pas pouvoir les lire. Historiquement, l'écriture cursive était considérée comme un exercice obligatoire, presque militaire. Mais aujourd'hui, elle est considérée comme une forme d'art par ceux qui la pratiquent, adultes et enfants.
En 2013, moins d'un tiers des écoles publiques américaines avaient accès à un service Internet à haut débit, selon l'association à but non lucratif EducationSuperHighway. En 2019, cependant, ce nombre a atteint 99 %. Cela a augmenté la fréquence de l'apprentissage numérique.
Depuis le début des années 2010, un certain nombre d'États américains ont pris des mesures pour renforcer la formation des enseignants. L'Ohio, le Tennessee et le Texas avaient les meilleurs programmes en 2014. Pendant ce temps, Rhode Island, qui avait auparavant la barre la plus basse du pays pour ce qui est de savoir qui peut se former pour devenir professeur des écoles, a admis des étudiants en éducation avec des scores moyens de plus en plus élevés au SAT, au ACT et au GRE. L'État vise à n'accepter que les étudiants dont les résultats aux tests standardisés se situent dans le tiers supérieur de la distribution nationale d'ici 2020, ce qui le placerait dans les rangs des superpuissances de l'éducation comme la Finlande et Singapour. En Finlande, les études pour devenir enseignant sont aussi difficiles et prestigieuses que celles pour devenir médecin ou avocat.

## Santé et bien-être

### Allergies
Alors que les allergies alimentaires sont observées par les médecins depuis l'Antiquité et que pratiquement tous les aliments peuvent être des allergènes, des recherches menées par la Mayo Clinic du Minnesota ont révélé qu'elles sont de plus en plus fréquentes depuis le début des années 2000. À la fin des années 2010, un enfant américain sur douze souffre d'une allergie alimentaire, l'allergie aux arachides étant le type le plus répandu. Les raisons de ce phénomène restent mal comprises. Les allergies aux noix en général ont quadruplé et les allergies aux crustacés ont augmenté de 40 % entre 2004 et 2019. Au total, environ 36 % des enfants américains souffrent d'une forme d'allergie. En comparaison, ce chiffre est de 7 % chez les Amish de l'Indiana. Les allergies ont également connu une hausse inquiétante dans d'autres pays occidentaux. Au Royaume-Uni, par exemple, le nombre d'enfants hospitalisés pour des réactions allergiques a été multiplié par cinq entre 1990 et la fin des années 2010, tout comme le nombre d'enfants britanniques allergiques aux cacahuètes. En général, plus le pays est développé, plus les taux d'allergies sont élevés Les raisons de cette situation restent également mal comprises. Une explication possible, soutenue par la National Institute of Allergy and Infectious Diseases, est que les parents gardent leurs enfants « trop propres pour leur propre bien ». Ils recommandent d'exposer les nouveau-nés à une variété d'aliments potentiellement allergènes, comme le beurre de cacahuète, avant qu'ils n'atteignent l'âge de six mois. Selon cette « hypothèse de l'hygiène », ces expositions permettent au système immunitaire du nourrisson de s'exercer, ce qui le rend moins susceptible de réagir de manière excessive. Cette hypothèse est confirmée par le fait que les enfants vivant dans une ferme sont systématiquement moins susceptibles d'être allergiques que leurs homologues élevés en ville, et que les enfants nés dans un pays développé de parents ayant immigré de pays en développement sont plus susceptibles d'être allergiques que leurs parents.

### Maladies transmissibles et vaccination
Aux États-Unis, les responsables de la santé publique ont tiré la sonnette d'alarme dans les années 2010 lorsque les taux de vaccination ont chuté. De nombreux parents pensaient, à tort, qu'ils n'avaient pas besoin de vacciner leurs enfants contre des maladies telles que la polio et la rougeole, car elles étaient devenues soit extrêmement rares, soit éradiquées. Les maladies infectieuses pouvaient revenir si un nombre insuffisant de personnes se faisaient vacciner.

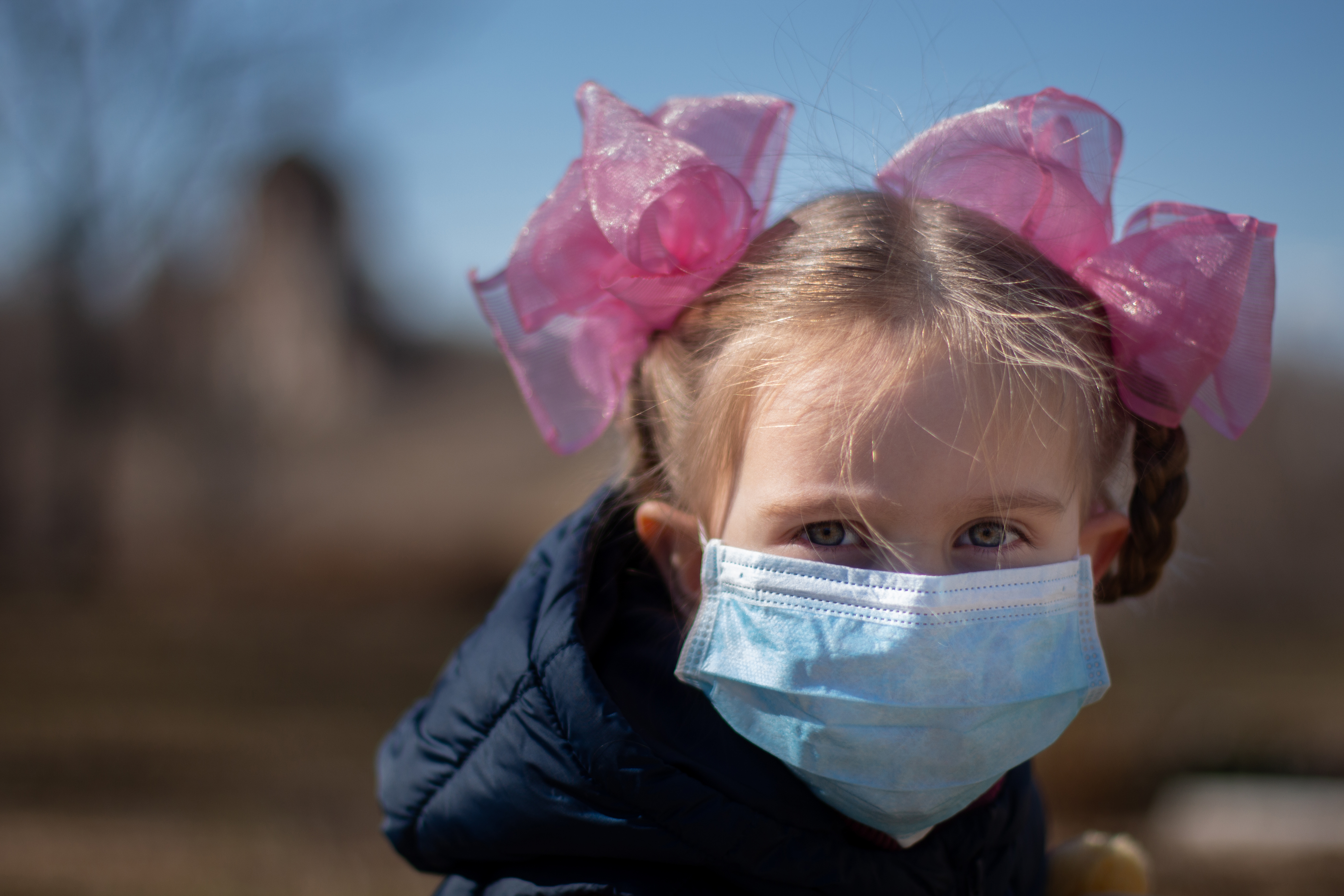
Une jeune fille portant un masque médical pendant la pandémie de COVID-19. Pendant la crise, les gens du monde entier devaient porter des masques dans de nombreux contextes (y compris les enfants dès leur plus jeune âge).

Une grande partie de la génération Alpha vit la pandémie mondiale de COVID-19 en tant que jeunes enfants. Bien qu'ils courent beaucoup moins de risques que leurs aînés de tomber gravement malades, cette cohorte est dramatiquement affectée par la crise à d'autres égards. Beaucoup d'entre eux sont confrontés à des périodes prolongées d'absence de l'école ou de la garderie et à beaucoup plus de temps à la maison, qui a soulevé des inquiétudes quant à la possibilité de nuire au développement des jeunes enfants et aux résultats scolaires des enfants en âge d'être scolarisés,,  tout en exposant certains, notamment les plus vulnérables, à un risque accru d'abus. Les crises ont également entraîné une augmentation de la malnutrition des enfants et une hausse de la mortalité, en particulier dans les pays les plus pauvres.
À la suite de la pandémie de COVID-19, l'Organisation mondiale de la santé (OMS) a recommandé de suspendre les campagnes de vaccination de masse afin d'assurer une distanciation sociale. Des dizaines de pays ont suivi ce conseil. Mais certains experts en santé publique ont prévenu que la suspension de ces programmes pouvait avoir de graves conséquences, notamment dans les pays pauvres où les systèmes de santé sont faibles. Pour les enfants de ces endroits, ces campagnes sont le seul moyen de se faire vacciner contre diverses maladies transmissibles telles que la polio, la rougeole, le choléra, le papillomavirus humain et la méningite. Le nombre de cas pourrait augmenter par la suite. De plus, en raison des mesures de confinement, à savoir la restriction des voyages et des transports internationaux, certains pays pourraient se retrouver à court non seulement de matériel médical mais aussi de vaccins. Le SARS-CoV-2 peut faire plus de dégâts que les personnes qu'il infecte et tue.
L'Afrique a été déclarée exempte de poliovirus sauvage en août 2020. Actuellement, le virus n'est détecté qu'au Pakistan et en Afghanistan du fait de superstitions, à la désinformation, aux théories du complot et à l'action directe des talibans pour empêcher la vaccination des enfants. Les perturbations causées par la pandémie de COVID-19 ont entrainé une recrudescence des cas dans ces deux pays.

### Obésité et malnutrition
Selon un rapport du Fonds d'urgence des Nations unies pour l'enfance (UNICEF) publié en octobre 2019, quelque 700 millions d'enfants de moins de cinq ans dans le monde sont soit obèses, soit sous-alimentés. Bien qu'il y ait eu une baisse de 40 % de la malnutrition dans les pays en développement entre 1990 et 2015, quelque 149 millions d’enfants sont trop petits pour leur âge, ce qui entrave le développement du corps et du cerveau. Le chef du programme de nutrition de l'UNICEF, Victor Aguayo, a déclaré : «Une mère en surpoids ou obèse peut avoir des enfants rachitiques ou émaciés.» Environ un jeune sur deux souffre de carences en vitamines et en minéraux. Seuls deux cinquièmes des nourrissons sont exclusivement nourris au sein, comme le recommandent les pédiatres et les nutritionnistes, alors que la vente de lait maternisé a bondi de 40 % dans le monde. Dans les pays à revenu intermédiaire comme le Brésil, la Chine et la Turquie, ce chiffre atteint 75 %. Même si l'obésité était pratiquement inexistante dans les pays pauvres il y a trente ans, aujourd'hui, au moins dix pour cent des enfants y souffrent de cette affection. Le rapport recommande d'imposer des taxes sur les boissons sucrées et sur les boissons et de renforcer la surveillance réglementaire des substituts du lait maternel et de la restauration rapide.

### Problèmes liés au temps d'écran

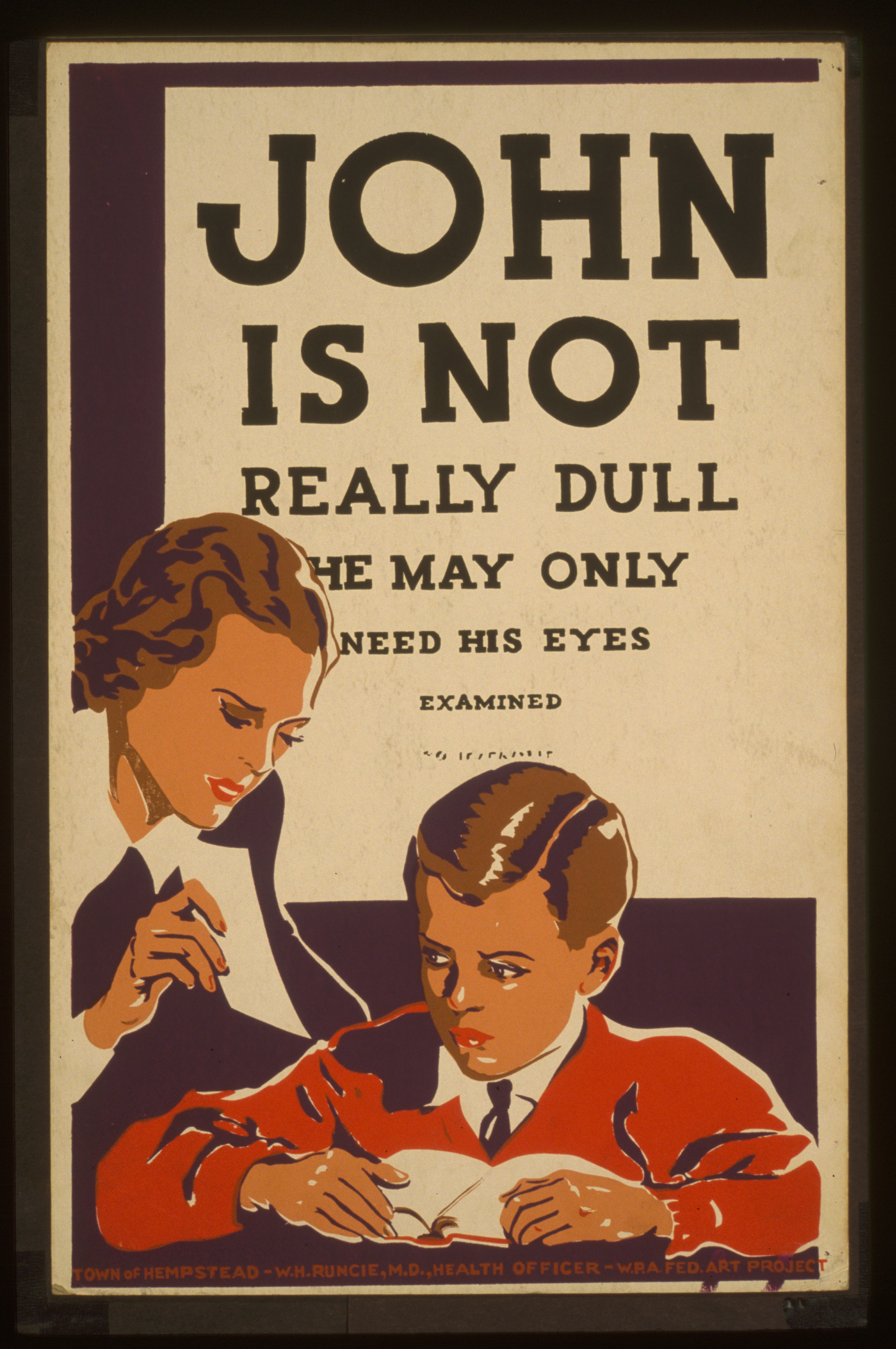
Un nombre croissant d'enfants souffrent désormais de problèmes oculaires.

Selon une étude de 2015, la fréquence de la métropie a doublé au Royaume-Uni au cours des 50 dernières années. L'ophtalmologue Steve Schallhorn, président du conseil consultatif médical international d'Optical Express, a noté que les chercheurs ont mis en évidence un lien entre l'utilisation régulière d'appareils électroniques portatifs et la fatigue visuelle. L'American Optometric Association a tiré la sonnette d'alarme dans le même ordre d'idées. Selon une porte-parole, la fatigue visuelle numérique, ou syndrome de la vision par ordinateur, est «endémique, d'autant plus que nous évoluons vers des appareils plus petits et que la place des appareils augmente dans notre vie quotidienne.» Les symptômes comprennent la sécheresse et l'irritation des yeux, la fatigue, la fatigue visuelle, une vision floue, des difficultés de mise au point et des maux de tête. Toutefois, ce syndrome n'entraîne pas de perte de vision ni d'autres dommages permanents. Afin d'atténuer ou de prévenir la fatigue oculaire, le Vision Council recommande de limiter le temps passé devant l'écran, de faire des pauses fréquentes, de régler la luminosité de l'écran, de remplacer les couleurs vives par du gris, d'augmenter la taille du texte et de cligner des yeux plus souvent. Le Conseil suggère aux parents de limiter le temps d'écran de leurs enfants et de donner l'exemple en réduisant leur propre temps d'écran devant les enfants.
En 2019, l'OMS a publié des recommandations sur la quantité que les jeunes enfants devraient passer devant un écran chaque jour. Selon l'OMS, les tout-petits de moins de cinq ans ne devraient pas passer plus d'une heure devant un écran et les nourrissons de moins d'un an ne devraient pas en regarder du tout. Ses directives sont similaires à celles introduites par l'Académie américaine de pédiatrie, qui recommandait que les enfants de moins de 19 mois ne passent pas de temps à regarder autre chose que des chats vidéo. En outre, les enfants de moins de deux ans ne devraient regarder que des « programmes de haute qualité » sous la surveillance de leurs parents. Toutefois, Andrew Przybylski, qui dirige les recherches de l'Oxford Internet Institute de l'université d'Oxford, a déclaré à l'Associated Press que « tous les temps d'écran ne sont pas égaux » et que les conseils sur le temps d'écran doivent tenir compte «du contenu et du contexte d'utilisation.» En outre, le Royal College of Paediatrics and Child Health du Royaume-Uni a déclaré que les données dont il disposait n'étaient pas suffisamment solides pour indiquer la nécessité de limiter le temps d'écran. L'OMS a déclaré que ses recommandations avaient pour but de s'attaquer au problème du comportement sédentaire qui entraîne des problèmes de santé tels que l'obésité.
Une étude de 2019 publiée dans le JAMA Pediatrics a examiné comment le temps d'écran affectait la structure cérébrale d'enfants âgés de trois à cinq ans (enfants d'âge préscolaire) en utilisant des scanners IRM. Les cobayes - 27 filles et 20 garçons - ont passé des tests cognitifs avant leur scanner cérébral, tandis que leurs parents ont répondu à un questionnaire sur le temps d'écran élaboré par l'Académie américaine de pédiatrie. Les chercheurs ont constaté que les tout-petits qui passaient plus d'une heure par jour devant un écran sans l'intervention de leurs parents présentaient un développement moindre de la matière blanche du cerveau, la région responsable des compétences cognitives et linguistiques. L'auteur principal, le Dr John Hutton, pédiatre et chercheur clinique à l'hôpital pour enfants de Cincinnati, a déclaré à CNN que cette découverte était importante car le cerveau se développe le plus rapidement au cours des cinq premières années de la vie d'une personne. Des études antérieures ont révélé que le temps d'écran excessif est lié au manque de sommeil, à l'altération du développement du langage, aux problèmes de comportement, à la difficulté à se concentrer et à penser clairement, à de mauvaises habitudes alimentaires et à des fonctions exécutives endommagées,.

## Utilisation des technologies des médias

### Technologies de l'information et de la communication (TIC)
De nombreux membres de la génération Alpha ont grandi en utilisant des smartphones et des tablettes dans le cadre de leurs loisirs d'enfant, et beaucoup d'entre eux ont été exposés à des appareils comme distraction apaisante ou comme aides pédagogiques,. Le temps passé devant un écran par les nourrissons, les tout-petits et les enfants d'âge préscolaire a explosé au cours des années 2010. Quelque 90 % des jeunes enfants utilisaient un appareil électronique portatif à l'âge d'un an ; dans certains cas, les enfants ont commencé à les utiliser alors qu'ils n'avaient que quelques mois. L'utilisation de smartphones et de tablettes pour accéder à des services de streaming vidéo tels que YouTube Kids et à des jeux mobiles gratuits ou à budget raisonnablement faible est devenue une forme de divertissement populaire pour les jeunes enfants. Un rapport de Common Sense media a suggéré que le temps passé par les enfants de moins de neuf ans aux États-Unis à utiliser des appareils mobiles est passé de 15 minutes par jour en 2013 à 48 minutes en 2017. Des recherches menées par l'organisation caritative pour enfants Childwise ont suggéré qu'une majorité des enfants britanniques de trois et quatre ans possédaient un appareil connecté à Internet en 2018.
Naître dans un environnement où l'utilisation d'appareils électroniques est omniprésente comporte ses propres défis : cyberintimidation, dépendance à l'écran et contenus inappropriés. D'autre part, une grande partie des recherches sur l'impact du temps d'écran sur les enfants n'ont pas été concluantes ou ont même suggéré des effets positifs. L'écrivain et éducateur Jordan Shapiro a suggéré que la nature de plus en plus technologique de l'enfance devrait être embrassée comme un moyen de préparer les enfants à la vie dans un monde de plus en plus numérique, ainsi que de leur enseigner des compétences pour la vie hors ligne.

### Utilisation parentale d'Internet
La génération Alpha a également été entourée par l'utilisation de l'Internet par les adultes dès le début de leur vie. Leurs parents, principalement des millennials, sont de grands utilisateurs de médias sociaux. Un rapport de 2014 de la société de cybersécurité AVG indique que 6 % des parents ont créé un compte de médias sociaux et 8 % un compte de messagerie pour leur bébé ou leur jeune enfant. Selon BabyCenter, une société en ligne spécialisée dans la grossesse, l'accouchement et l'éducation des enfants, 79 % des mères du millénaire utilisaient les médias sociaux quotidiennement et 63 % utilisaient leurs smartphones plus fréquemment depuis qu'elles étaient enceintes ou avaient accouché. Plus précisément, 24 % se sont connectées à Facebook plus fréquemment et 33 % ont fait de même sur Instagram après être devenues mères. Le groupe de défense à but non lucratif Common Sense Media a averti que les parents devraient mieux veiller à leur vie privée en ligne, de peur que leurs informations personnelles et les photographies de leurs enfants ne tombent entre de mauvaises mains. Cette mise en garde a été émise après qu'une mère de l'Utah aurait trouvé une photographie de ses enfants sur un média social contenant des hashtags pornographiques en mai 2015. Néanmoins, la familiarité de la génération des millennials avec le monde en ligne leur permet d'utiliser leur expérience personnelle pour aider leurs enfants à naviguer.

### Télévision et services de streaming
En partie à cause de l'augmentation de l'utilisation des appareils portables, L'écoute de la télévision par les enfants a diminué au début de la vie de la génération Alpha. Les statistiques américaines suggèrent que l'écoute des réseaux câblés pour enfants chez les Américains âgés de 2 à 11 ans était en forte baisse au début de 2020 et qu'elle s'est poursuivie (bien que dans des proportions moindres) même après que les restrictions COVID-19 aient retiré les enfants de l'école et les aient gardés à la maison. Des recherches menées au Royaume-Uni ont suggéré que le visionnage de la radiodiffusion traditionnelle chez les jeunes britanniques de 4 à 15 ans a chuté d'une moyenne de 151 minutes en 2010 à 77 minutes en 2018. Cependant, l'accès aux programmes télévisés via les services de streaming et de rattrapage est devenu de plus en plus populaire chez les enfants au cours de la même période. En 2019, près de 60 % des 152 millions d'abonnés mondiaux de Netflix accèdent à des contenus destinés aux enfants et aux familles au moins une fois par mois. Au Royaume-Uni, les demandes de programmes pour enfants sur le service de rattrapage de la BBC iPlayer ont considérablement augmenté pendant la période de la pandémie de COVID-19,. En 2019, le service de rattrapage du diffuseur australien ABC a reçu plus de la moitié de ses vues via des contenus pour enfants.

## Vie familiale et sociale

### Éducation
Selon une étude réalisée en 2021, les enfants britanniques étaient autorisés à jouer dehors sans la surveillance d'un adulte presque deux ans plus tard que leurs parents.
L'étude menée auprès d'enfants âgés de cinq à onze ans indique que l'âge moyen d'un enfant à qui l'on donne cette liberté pour la première fois est de 10,7 ans, tandis que ses parents se souviennent d'avoir été autorisés à sortir sensiblement plus tôt, à l'âge de 8,9 ans en moyenne. Helen Dodd, professeure de psychologie de l'enfant à l'université de Reading, qui a dirigé l'étude, a déclaré : «Dans la plus grande étude sur le jeu en Grande-Bretagne, nous pouvons clairement voir qu'il y a une tendance à être protecteur et à donner moins de liberté à nos enfants aujourd'hui que dans les générations précédentes… Les préoccupations que nous inspire ce rapport sont de deux ordres. Premièrement, nous constatons que les enfants arrivent à la fin de leur scolarité primaire sans avoir eu suffisamment d'occasions de développer leur capacité à évaluer et à gérer les risques de manière indépendante. Deuxièmement, si les enfants ont moins de temps pour jouer dehors de manière aventureuse, cela peut avoir un impact sur leur santé mentale et leur bien-être général.»
L'étude suggère également que les enfants sont plus susceptibles d'être autorisés à jouer dehors sans surveillance à un âge plus précoce s'ils sont blancs, s'ils sont nés en second ou plus tard, s'ils vivent en Écosse ou si leurs parents sont plus instruits.

## Prédictions

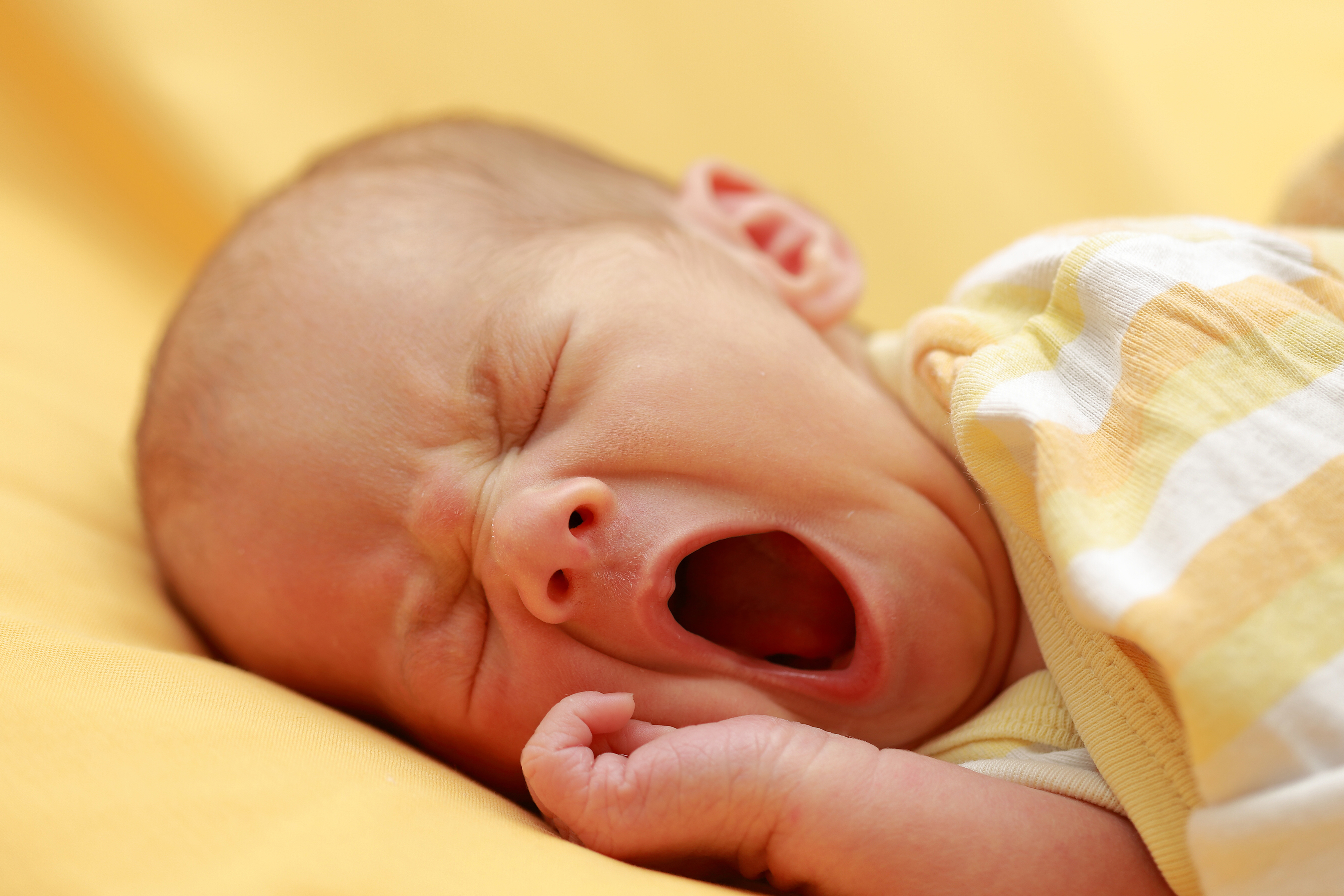
Bébé baillant, 2018

La première vague de la génération Alpha atteindra l'âge adulte dans les années 2030. À cette date, la population humaine devrait compter un peu moins de neuf milliards d'habitants et la proportion de personnes âgées de plus de 60 ans sera la plus élevée jamais enregistrée dans le monde, ce qui signifie que cette cohorte démographique supportera la charge d'une population vieillissante. Selon Mark McCrindle, un chercheur social australien, la génération Alpha retardera très probablement les marqueurs de vie standard tels que le mariage, la naissance d'un enfant et la retraite, comme l'ont fait les quelques générations précédentes. McCrindle estime que la génération Alpha représentera 11 % de la main-d'œuvre mondiale d'ici 2030. Il a également prédit qu'ils vivront plus longtemps et auront des familles moins nombreuses, et qu'ils seront «la génération la plus instruite de tous les temps, la génération la plus équipée en technologie de tous les temps, et globalement la génération la plus riche de tous les temps».
Selon les prévisions des Nations unies, alors que l'espérance de vie moyenne mondiale passerait de 70 ans en 2015 à 83 ans en 2100, le rapport entre les personnes en âge de travailler et les seniors diminuerait en raison de la baisse des taux de fécondité dans le monde. En 2050, de nombreuses nations d'Asie, d'Europe et d'Amérique latine compteraient moins de deux travailleurs par retraité. Les chiffres de l'ONU montrent que, si l'on exclut les migrations, la population de l'Europe, du Japon et des États-Unis diminuait dans les années 2010, mais que d'ici 2050, 48 pays et territoires connaîtraient une baisse de leur population.
À partir de 2020, les dernières projections démographiques des Nations unies prévoient qu'il y aura 8,5 milliards d'habitants en 2030, 9,7 milliards en 2050 et 10,9 milliards en 2100. Les calculs de l'ONU supposent que les pays dont le taux de fécondité est particulièrement bas verront celui-ci passer à une moyenne de 1,8 par femme. Toutefois, une étude réalisée en 2020 par des chercheurs de l'Institute for Health Metrics and Evaluation (IHME) de l'université de Washington, publiée dans le Lancet, prévoit que la population mondiale ne sera que d'environ 8,8 milliards d'habitants en 2100, soit deux milliards de moins que les prévisions des Nations unies. En effet, leur analyse suggère qu'à mesure que les possibilités d'éducation et les services de planification familiale deviennent de plus en plus accessibles aux femmes, celles-ci choisissent de ne pas avoir plus de 1,5 enfant en moyenne. La majorité des pays du monde continueraient à voir leur taux de fécondité baisser, affirment les chercheurs. En particulier, plus de 20 pays - dont la Chine, le Japon, la Corée du Sud, la Thaïlande, l'Espagne, l'Italie, le Portugal et la Pologne - verraient leur population réduite de moitié ou plus. Pendant ce temps, l'Afrique subsaharienne continuerait à connaître un boom démographique, le Nigeria atteignant 800 millions d'habitants à la fin du siècle. Une croissance de la population humaine plus faible que prévu signifie moins de pression sur l'environnement et sur les réserves alimentaires, mais elle laisse également entrevoir un tableau économique sombre pour les pays grisonnants. Pour les pays d'Afrique subsaharienne, en revanche, les possibilités de croissance seraient considérables. Les chercheurs ont prédit qu'au cours du siècle, des économies importantes mais vieillissantes telles que le Brésil, la Russie, l'Italie et l'Espagne reculeraient, tandis que le Japon, l'Allemagne, la France et le Royaume-Uni resteraient dans le top 10. L'Inde finirait par occuper la troisième place. La Chine détrônerait les États-Unis en tant que première économie mondiale au milieu du siècle, mais reviendrait à la deuxième place par la suite.
En 2009, le démographe Phillip Longman a prédit que la baisse des taux de fécondité dans le monde, dans les pays développés et même dans certains pays en développement, et les changements démographiques qui en résultent joueront un rôle dans l'évolution culturelle en cours. Les gouvernements n'ont pas réussi et ne réussiront pas à augmenter de façon spectaculaire les taux de fécondité ; ils ne réussissent qu'à aider les gens à avoir des enfants plus tôt. Dans de nombreux pays actuels, diverses réalités culturelles et économiques découragent la procréation. Longman fait remarquer que, dans le passé, il y a eu des cas où des juridictions ont constaté que leur taux de fécondité était trop bas, et pourtant l'humanité ne s'est manifestement pas éteinte. Les royaumes et les empires d'antan, ainsi que les personnes qui les ont forgés, n'existent plus, mais ces lieux restent peuplés - simplement de personnes différentes. Lorsque certains groupes de personnes n'ont pas d'enfants ou en ont trop peu, ils sont progressivement remplacés par ceux qui ont plus d'enfants. Les personnes qui vivent dans des sociétés cosmopolites et en évolution rapide voient généralement leurs connexions avec leurs ancêtres s'estomper et sont donc moins susceptibles d'avoir des enfants, tandis que ceux qui finiront par être plus nombreux ont tendance à être religieux, à avoir des opinions traditionnelles et à s'identifier fortement à leur propre peuple et pays. Longman a affirmé que dès le début des années 2000, il était devenu évident que la culture dominante des États-Unis s'éloignait progressivement de l'individualisme séculaire et vers le fondamentalisme religieux tandis que les Européens prenaient peu à peu leurs distances avec l'Union européenne et devenaient des «citoyens du monde».
Longman affirme qu'une autre conséquence de la faible fécondité est la difficulté croissante de financer les programmes de protection sociale, tels que les régimes de retraite et les soins aux personnes âgées, fonctions familiales ordinaires qui avaient été appropriées par l'État. En effet, alors que l'espérance de vie n'a que légèrement augmenté au cours des dernières décennies, la fécondité a chuté de manière spectaculaire, ce qui signifie que l'augmentation du taux de dépendance est largement due au fait que bon nombre des contribuables nécessaires au financement de ces programmes ne sont même pas nés. Une augmentation des impôts ferait baisser encore plus le taux de fécondité. Par conséquent, ils devront être réduits, voire supprimés, et les unités familiales moins dépendantes du gouvernement deviendront plus courantes, car elles bénéficient désormais d'un avantage évolutif. Longman a également prédit que les ménages à enfant unique verraient leur nombre diminuer en pourcentage de la population, car un enfant ne peut remplacer qu'un seul parent, pas les deux, et que les descendants des familles nombreuses deviendront peu à peu majoritaires et conserveront les valeurs qui ont rendu ces familles possibles. Bien sûr, l'histoire contient des cas de grandes révoltes de jeunes, les années 60 en étant un exemple récent. Mais à l'époque de l'après-guerre, il était normal de se marier et d'avoir de nombreux enfants, avec très peu de différences sociales, politiques ou religieuses. Au début du XXIe siècle, les familles avec un seul ou aucun enfant sont devenues beaucoup plus courantes, ce qui signifie que les futurs adeptes de la contre-culture constateront probablement que leurs compagnons n'auront jamais existé.
Dans son livre de 2010, Shall the Religious Inherit the Earth ? Demography and Politics in the Twenty-First Century, le démographe politique et religieux Eric Kaufmann a soutenu que la réponse à la question posée dans le titre est affirmative car les réalités démographiques posent de réels défis à l'hypothèse de l'inévitabilité du progrès laïque et libéral. Il a observé que les factions dévotes ont tendance à avoir un avantage significatif en matière de fertilité par rapport à leurs homologues plus modérés et aux non-religieux. Par exemple, les femmes blanches catholiques en France ont en moyenne un demi enfant de plus que leurs homologues blanches laïques, tandis que les Amish aux États-Unis ont en moyenne trois à quatre fois plus d'enfants que leurs coreligionnaires. Les groupes très religieux ont tendance à s'isoler des effets sécularisants de la société occidentale moderne, ce qui rend plus probable le fait que les enfants conservent la foi de leurs parents. Dans le même temps, les personnes laïques ont généralement des taux de fécondité plutôt bas en comparaison, pour diverses raisons, telles que le matérialisme, l'individualisme, la préférence pour l'ici et maintenant, le féminisme, l'environnementalisme ou le pessimisme général. Kaufmann prévoit que la laïcité aura un avenir mitigé en Europe. Elle restera forte dans la plupart des pays catholiques, notamment en Irlande et en Espagne, mais s'est essentiellement arrêtée en Europe protestante et en France, et vacillera en Europe du Nord-Ouest d'ici le milieu du siècle. Il a déclaré que la seule façon de contrer cette tendance est «un credo qui touche les registres émotionnels et qui peut attirer les enfants des fondamentalistes» et «une répudiation du multiculturalisme». Il a suggéré que le «nationalisme séculier» et la religion modérée associée à l'État-nation pourraient faire partie du mélange, mais ces traditions ont perdu leur soutien à un rythme considérable.
Selon une projection réalisée en 2017 par le Pew Research Center, entre 2015 et 2060, la population humaine augmenterait d'environ 32 %. Parmi les principaux groupes religieux, seuls les musulmans (70 %) et les chrétiens (34 %) se situent au-dessus de ce seuil et, à ce titre, leur part de la population mondiale serait plus élevée qu'aujourd'hui, surtout les musulmans. Les hindous (27 %), les juifs (15 %), les adeptes des religions populaires traditionnelles (5 %) et les personnes sans affiliation religieuse (3 %) augmenteraient en chiffres absolus, mais seraient en déclin relatif car leurs taux de croissance sont inférieurs à la moyenne mondiale. En revanche, les bouddhistes verraient leur nombre diminuer de 7 % au cours de la même période. Cela est dû à une fécondité inférieure au taux de remplacement et au vieillissement de la population dans les pays à majorité bouddhiste comme la Chine, le Japon et la Thaïlande. Cette projection tient compte du changement de religion. En outre, des recherches antérieures suggèrent que le changement de religion ne joue qu'un rôle mineur dans la croissance ou le déclin de la religion par rapport à la fécondité et à la mortalité.